# Raxstraße
Die Raxstraße befindet sich im 10. Wiener Gemeindebezirk Favoriten im Bezirksteil Inzersdorf-Stadt. Sie wurde 1932 nach der Rax benannt, einem beliebten Ausflugsberg der Wiener.

## Lage und Charakteristik

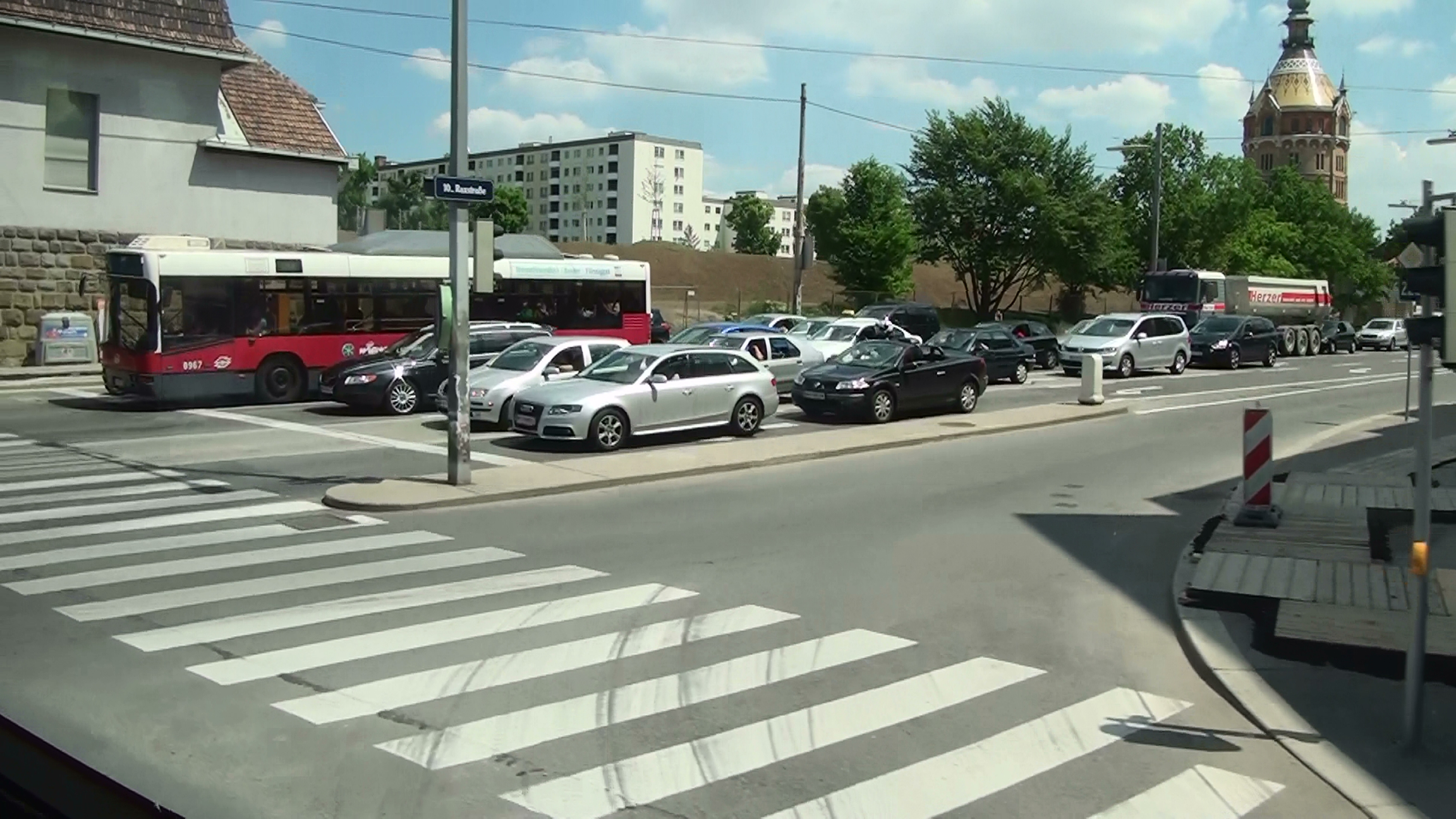
Raxstraße bei der Einmündung in die Triester Straße

Die Raxstraße ist Teil der ehemaligen Bundesstraße B225, einer wichtigen Ost-West-Verbindung im Süden Wiens. Die Raxstraße beginnt mit ihren Hausnummern an der Laxenburger Straße im Osten und erstreckt sich auf dem Höhenzug des Wienerberges bis zur Triester Straße im Westen. Ihre Fortsetzung findet sie im Osten durch die bis zur Stadtautobahn Südosttangente reichende Grenzackerstraße, im Westen durch die bis zur Breitenfurter Straße (einer Südausfahrt der Stadt) reichende Wienerbergstraße. Die Durchzugstraße mit großem Verkehrsaufkommen ist für den Autoverkehr breit ausgebaut und teilweise von Seitenfahrbahnen flankiert.
Öffentliche Verkehrsmittel auf der Raxstraße sind die Autobuslinien 15A und 65A. Die Straßenbahnlinie 1 hat ihre südliche Endstation in der Windtenstraße bei der Raxstraße, die südliche Endstation der Straßenbahnlinie O bei der Neilreichgasse heißt Raxstraße / Rudolfshügelgasse. Die Straßenbahnlinie 11 kreuzt die Raxstraße bei der Neilreichgasse, die Autobuslinie 66A kreuzt sie bei der Laxenburger Straße.
Die Verbauung mit Wohnhäusern, die in den 1920er Jahren einsetzte, befindet sich meist nicht direkt an der Straße, sondern durch Seitenfahrbahnen oder Grünflächen hinter die Baulinie versetzt. Außer Wohnblöcken befinden sich bei der Laxenburger Straße die Betriebsgarage Raxstraße der Wiener Linien für städtische Autobusse und eine anschließende Sportanlage. Nahe der Triester Straße, beim westlichen Ende der Straße, befindet sich das Gelände des historischen Wasserbehälters Wienerberg.

## Verbauung
Die ungeraden Hausnummern befinden sich am südlichen Straßenrand, die geraden am nördlichen. Bei Angaben wie Nr. 7–27 (die in Wien übliche Schreibung) sind zwischen den angeführten Nummern nur die ebenfalls ungeraden, an der gleichen Straßenseite, gemeint, also 9, 11, 13 usw. Analog dazu ist bei Nr. 6–8 die Nr. 7, der Schreibung widersprechend, nicht inkludiert!

### Nr. 1: Betriebsgarage Raxstraße
Die in der Sahulkastraße 2 gelegene Betriebsgarage der Wiener Linien zwischen Raxstraße und Sahulkastraße ist die Heimatgarage für Fahrzeuge der städtischen Autobuslinien 13A, 14A, 15A, 59A, 65A, 66A, 69A, 74A und mehrere Nachtautobuslinien.

### Nr. 6–8: Städtische Wohnhausanlage
Die städtische Wohnhausanlage wurde 1952–1953 von Karl Schwarz errichtet. Sie besteht aus 15 Stiegen mit 278 Wohnungen zwischen Leebgasse, Migerkastraße, Rudolfshügelgasse und Raxstraße. Die ansonsten in Blockrandverbauung fünfgeschoßig gestaltete Anlage öffnet sich weit gegen die Raxstraße und ist durch eine Straßenüberbauung in der Migerkastraße mit einem Nachbargebäude verbunden. Rund um den gartenartig gestalteten großen Innenhof befinden sich acht Terrakottareliefs von Michael Powolny mit Tier- und Kinderdarstellungen.

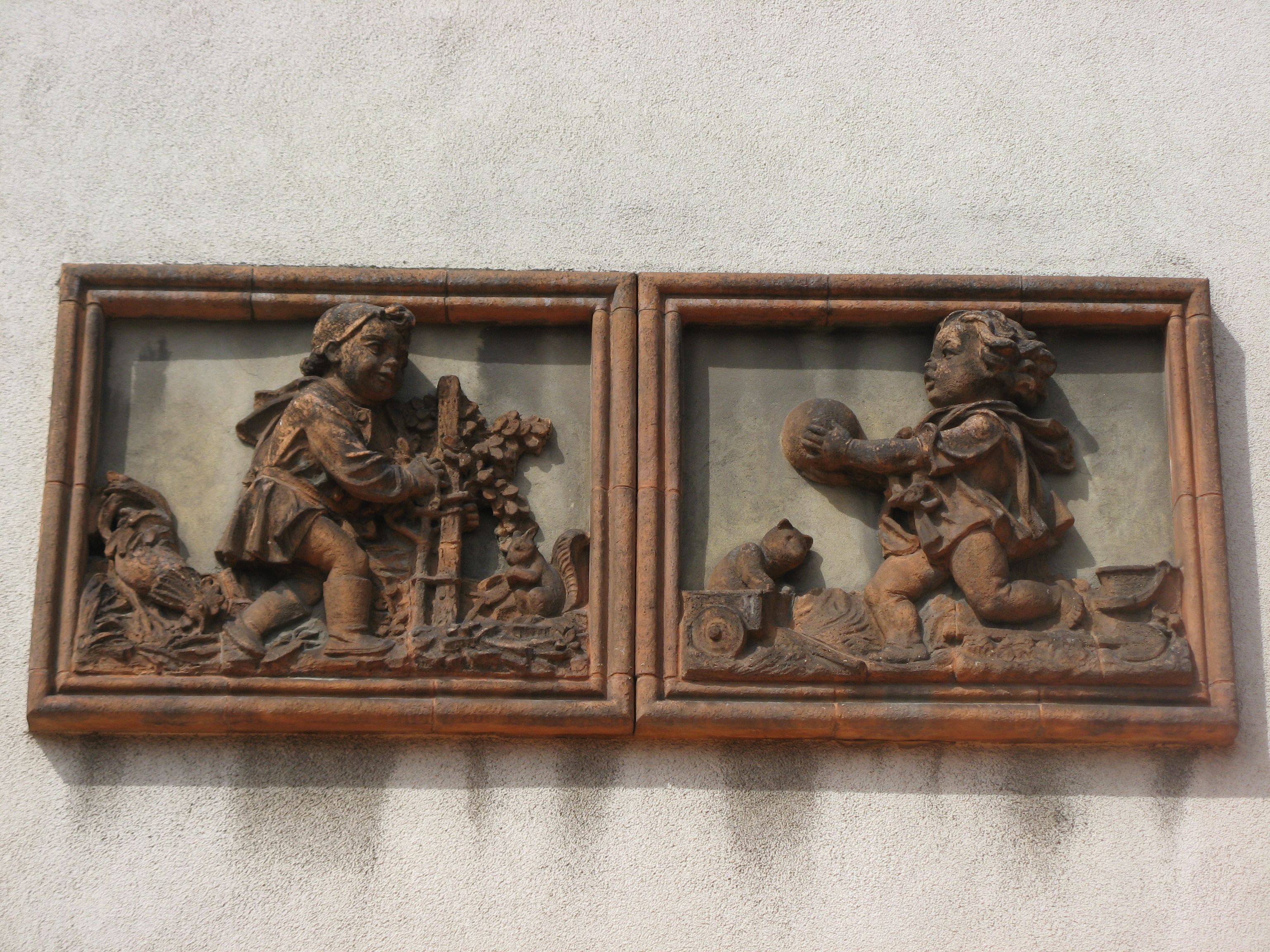
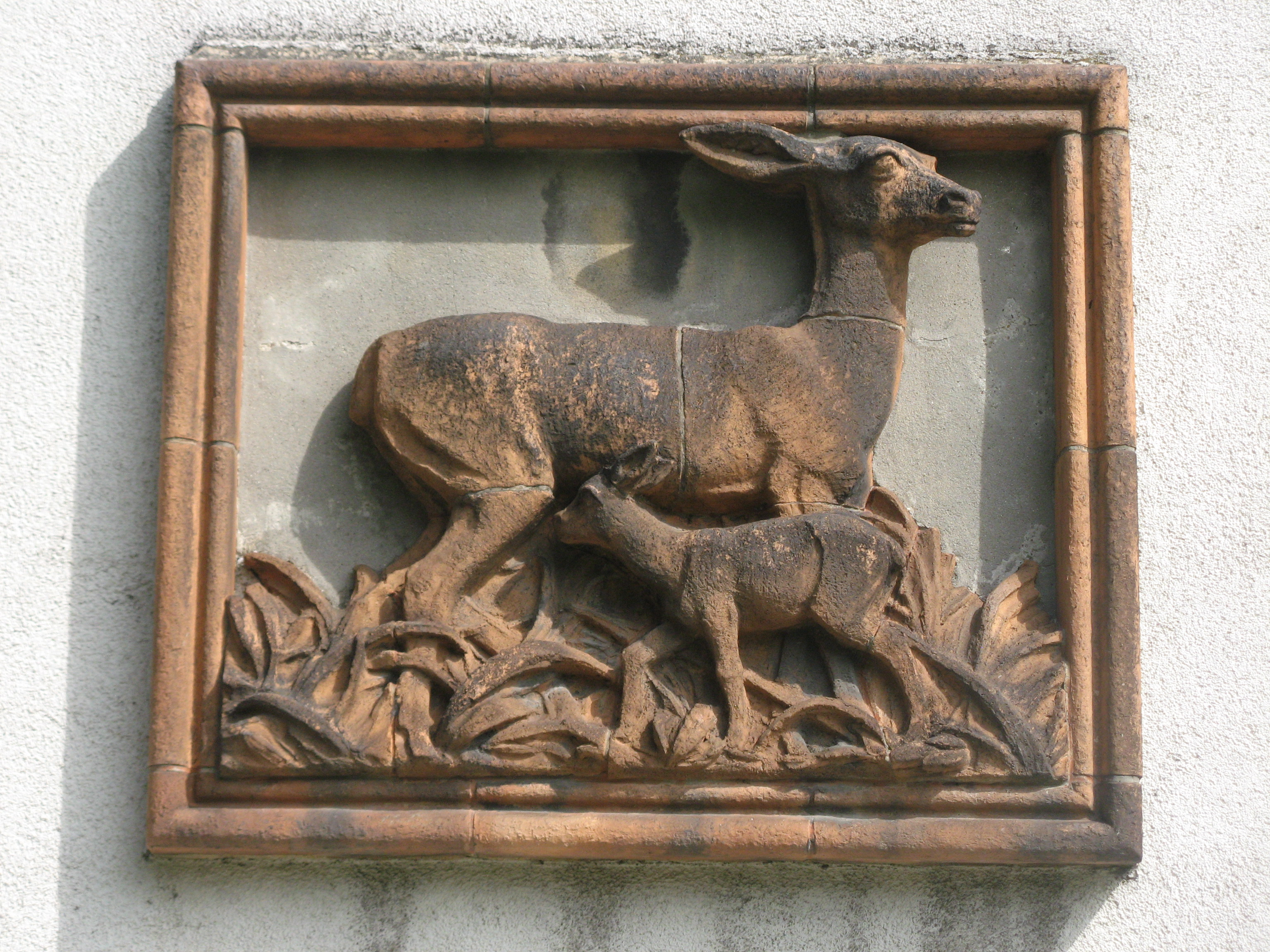
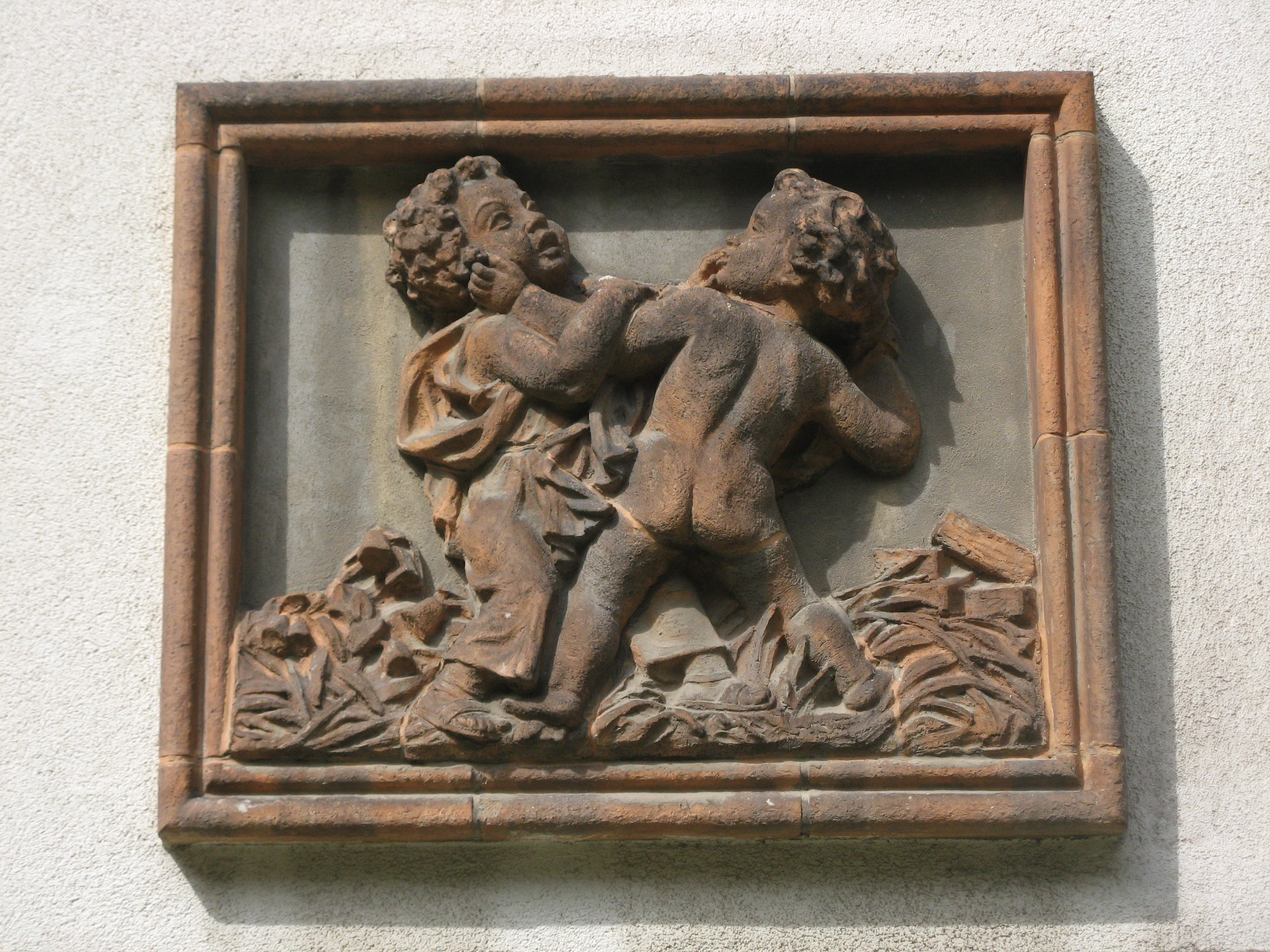
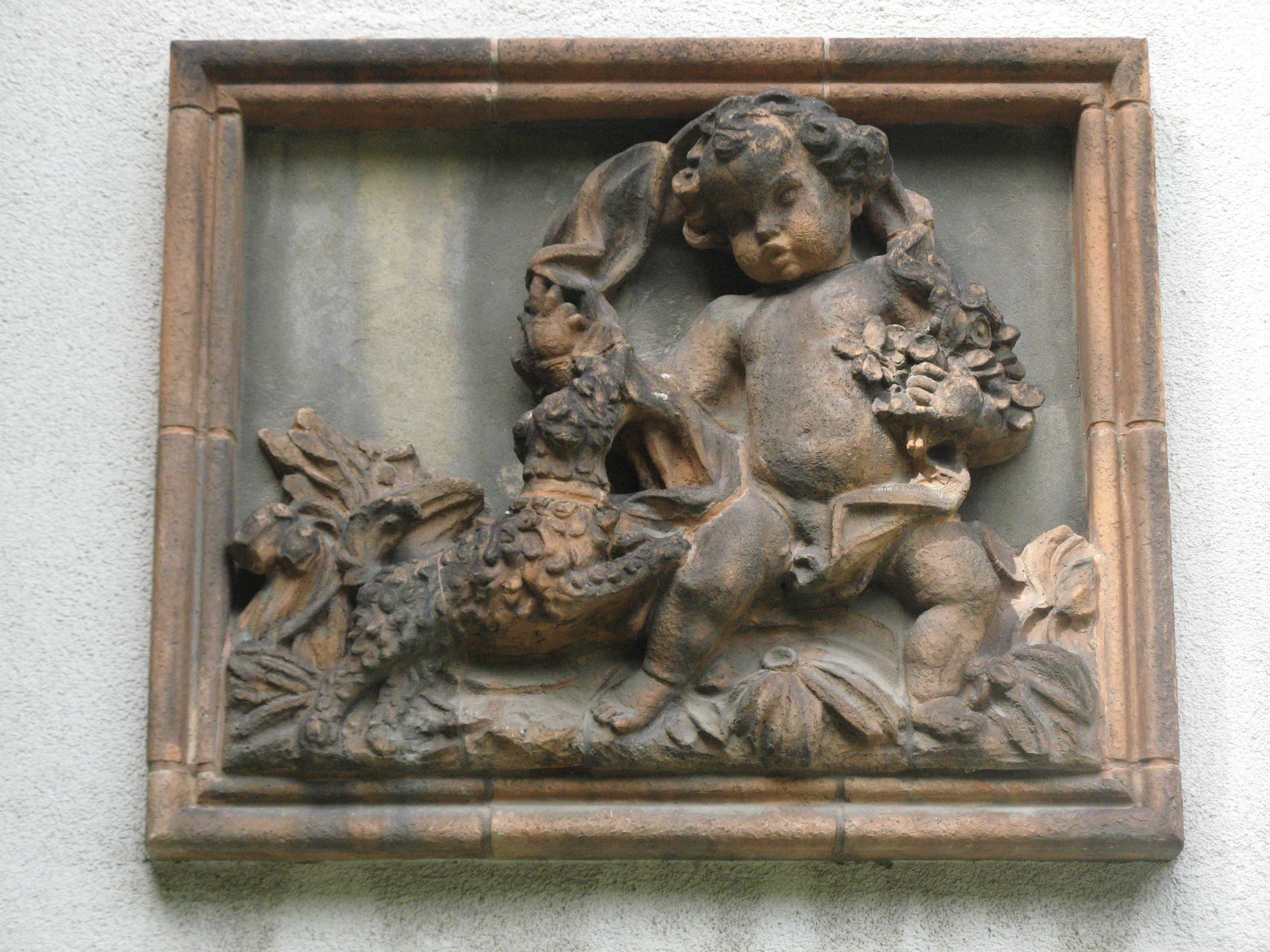
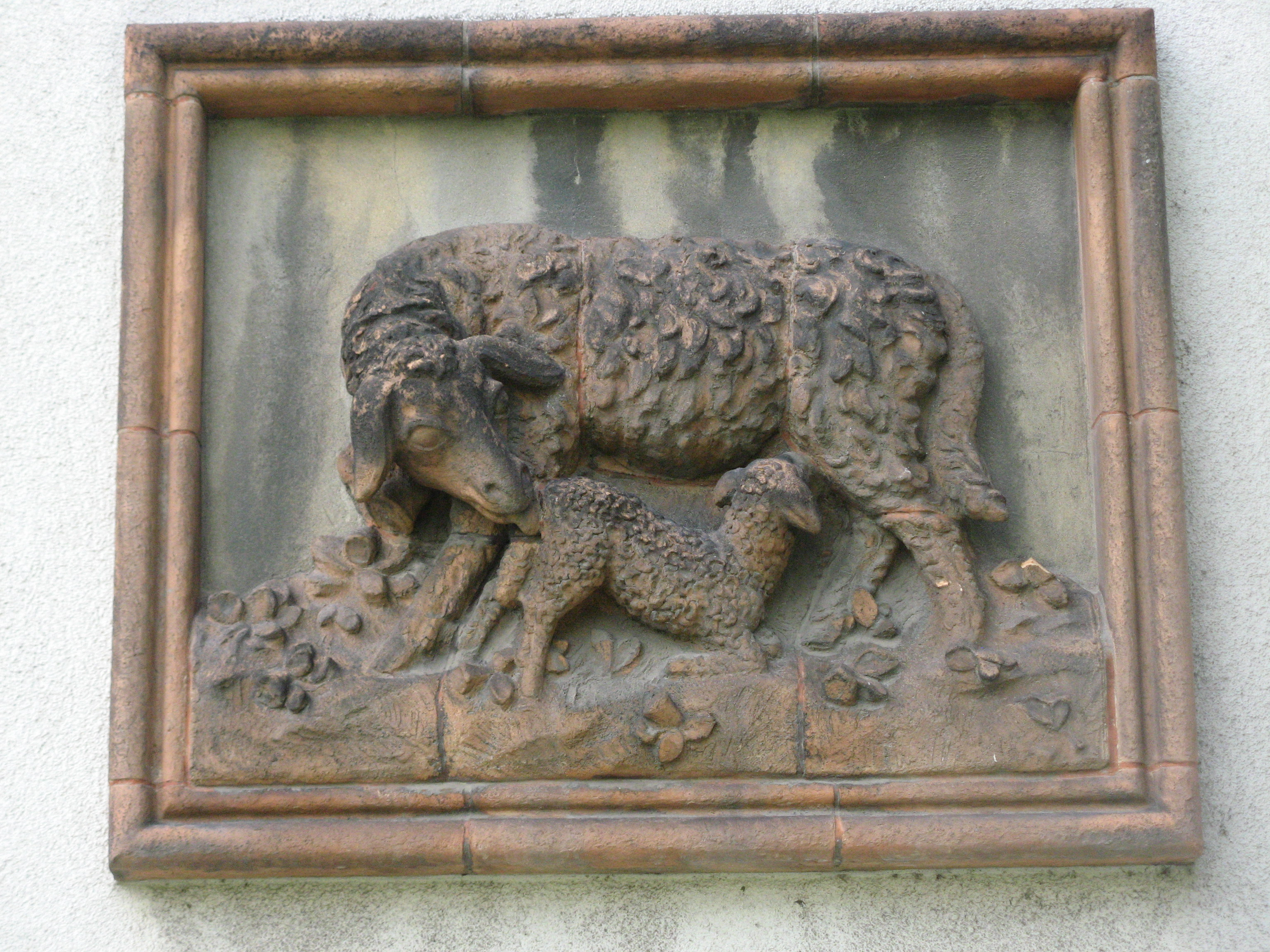
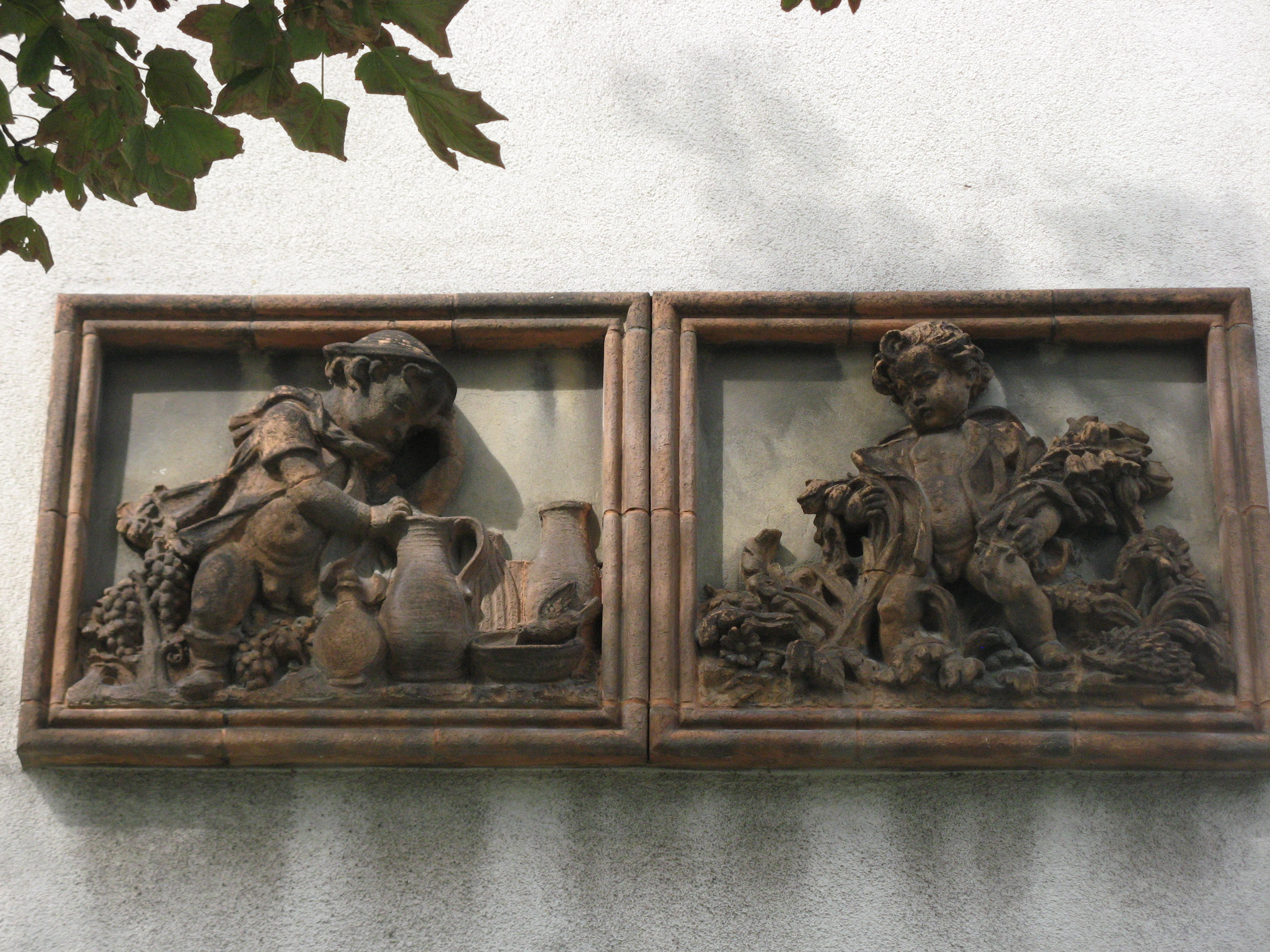

### Nr. 7–19A: Johann-Mithlinger-Siedlung
→ Hauptartikel: Johann-Mithlinger-Siedlung
1929–1931 wurde die sehr große, ursprünglich Rasenstadt genannte städtische Wohnhausanlage Johann-Mithlinger-Siedlung nach Plänen von Karl Schmalhofer vom Wiener Stadtbauamt errichtet. Da die Zone südlich der Raxstraße bis dahin nicht mit Wohnblocks verbaut war, wählte der Architekt eine an die Idee der Gartenstadt angelehnte Bauform mit 24 freistehenden Wohnhäusern, akzentuiert durch Spitzerker und Eckloggien, die rasterartig gruppiert sind und zwischen denen sich großzügige Grünflächen befinden. Die Anlage erstreckt sich zwischen Neilreichgasse, Sahulkastraße, August-Forel-Gasse und Raxstraße. Innerhalb der Anlage verlaufen die Fritz-Pregl-Gasse und die Ernst-Ludwig-Gasse. 1939–1940 wurden an den Außenseiten der Siedlung 16 Märchenbilder aus bemalter Keramik oder Terrakottareliefs angebracht, die von mehreren Künstlern wie Jan Hendrik Foitik, Karl Perl oder André Roder in der Tradition der Wiener Werkstätte geschaffen wurden. Nach dem Krieg wurde die Rasenstadt 1945 nach dem hingerichteten Widerstandskämpfer Johann Mithlinger benannt, dem auch eine Gedenktafel gewidmet wurde.

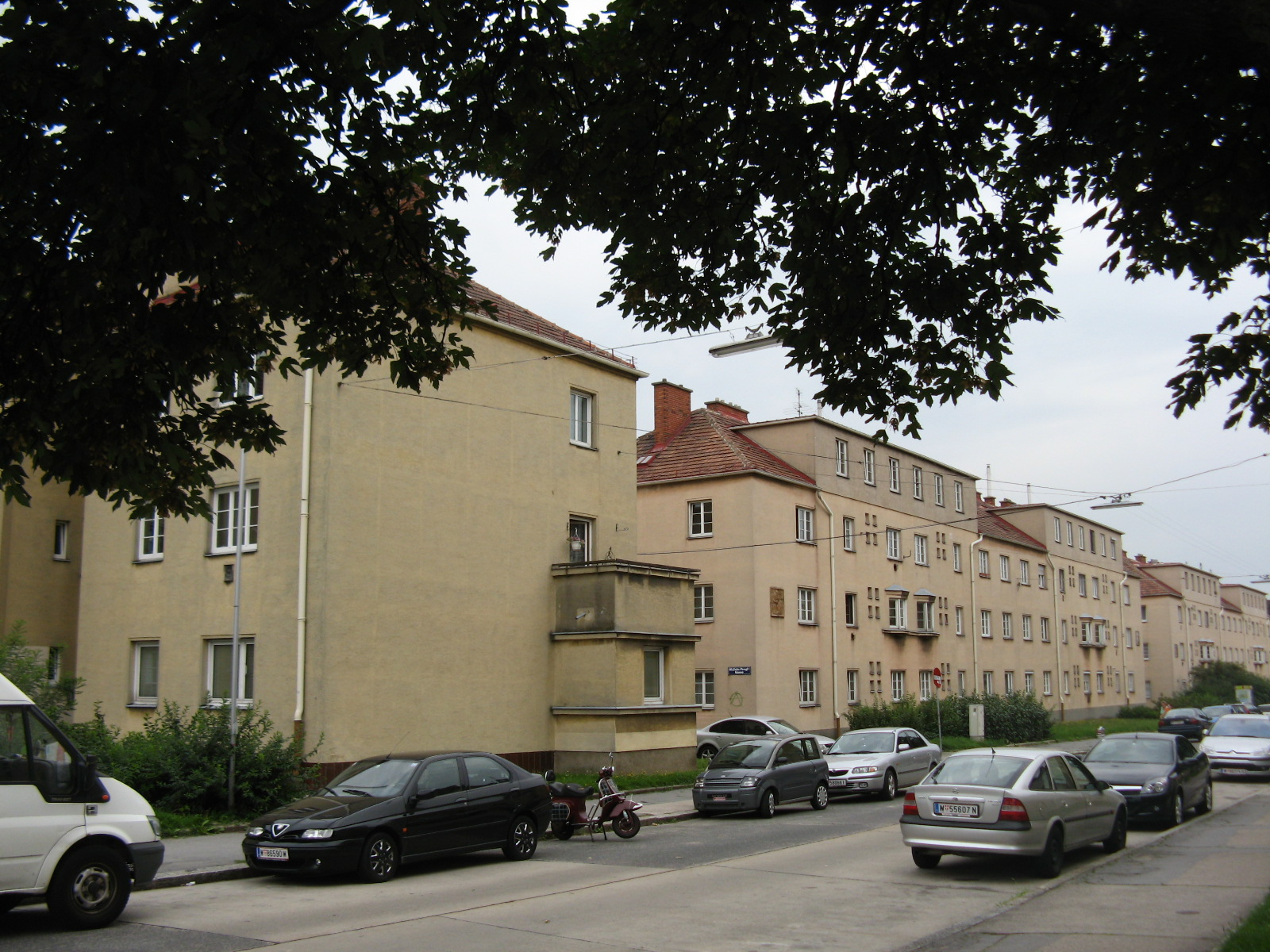
Johann-Mithlinger-Siedlung
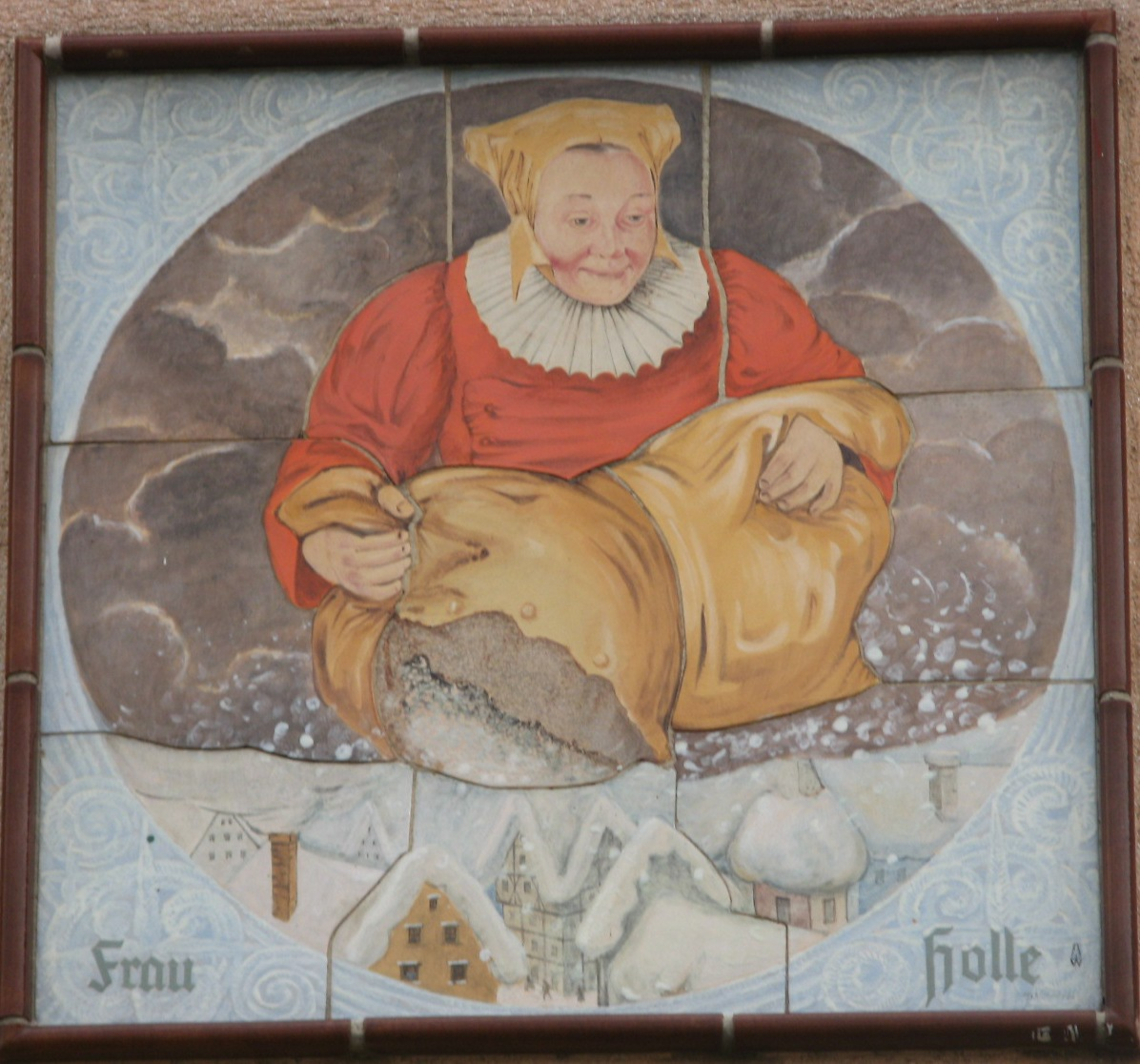
Frau Holle
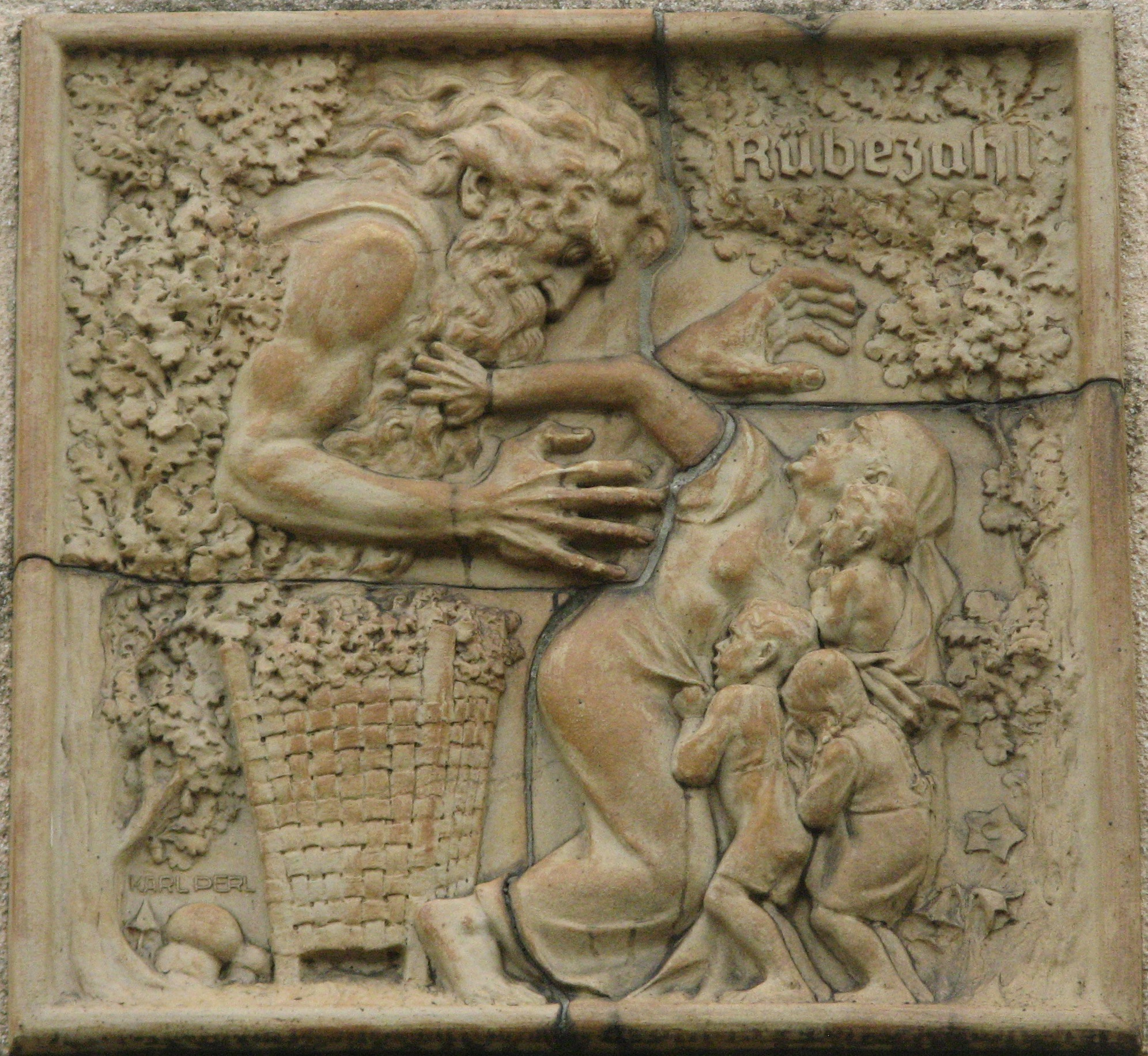
Rübezahl
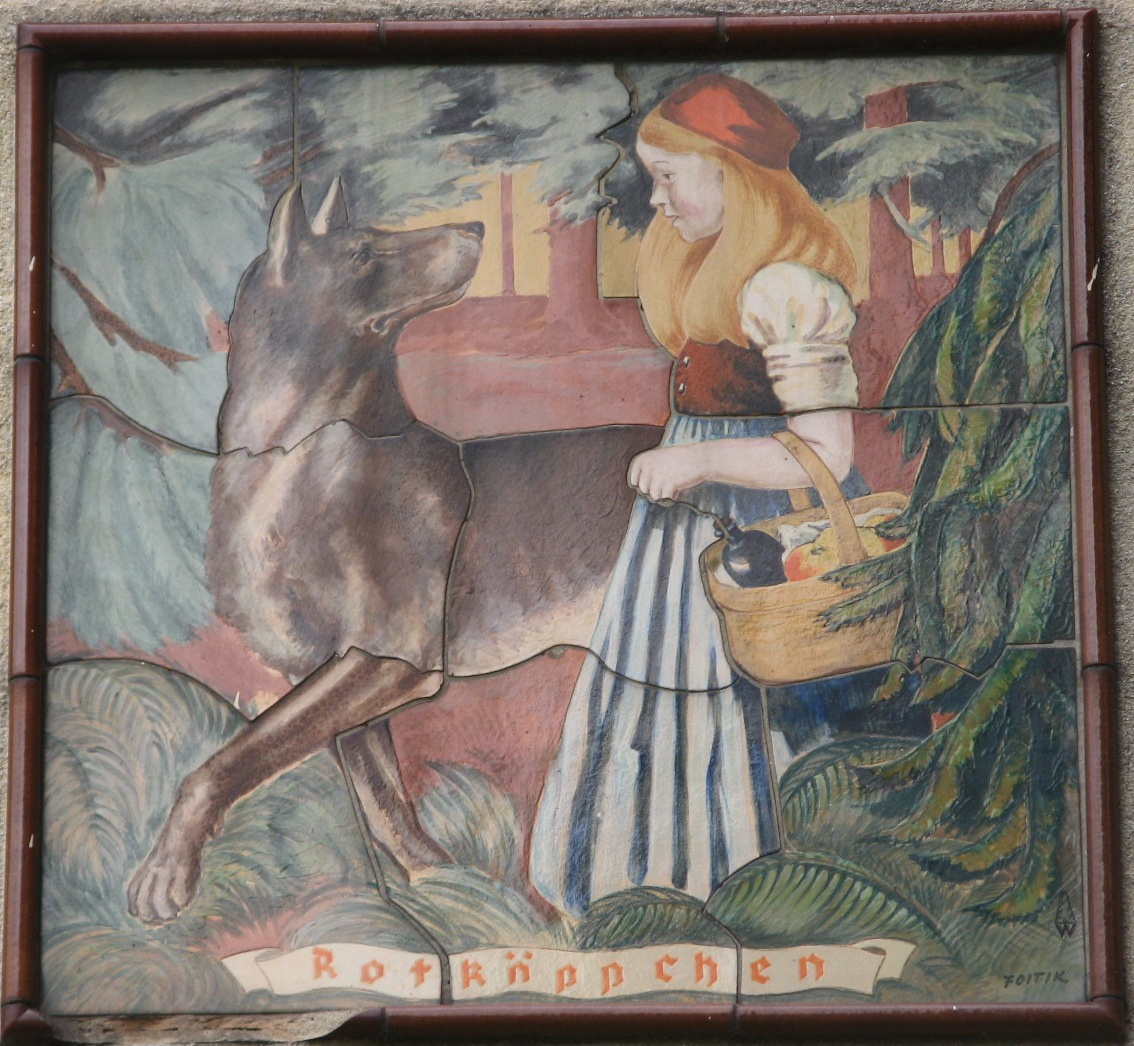
Rotkäppchen
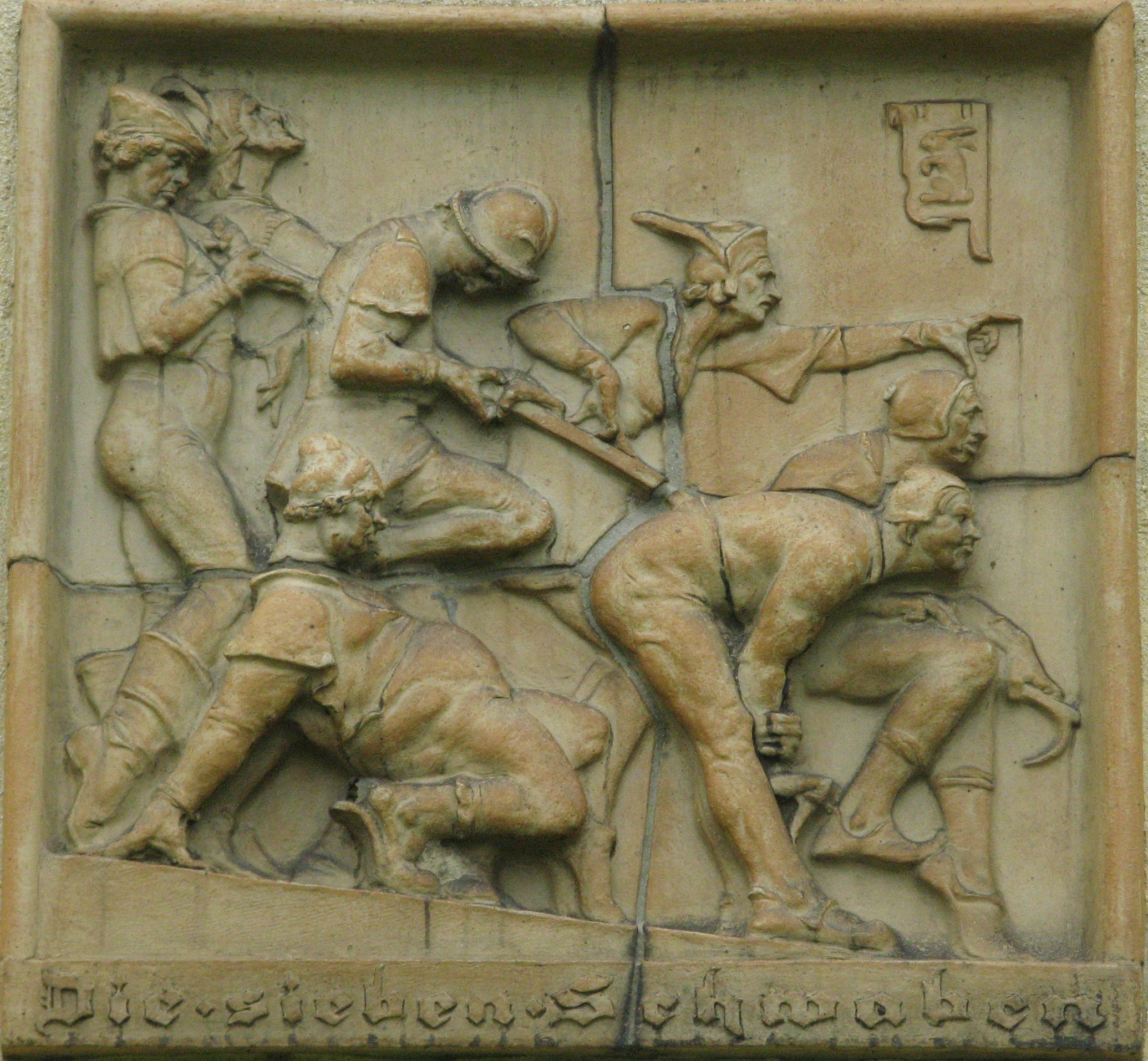
Die sieben Schwaben
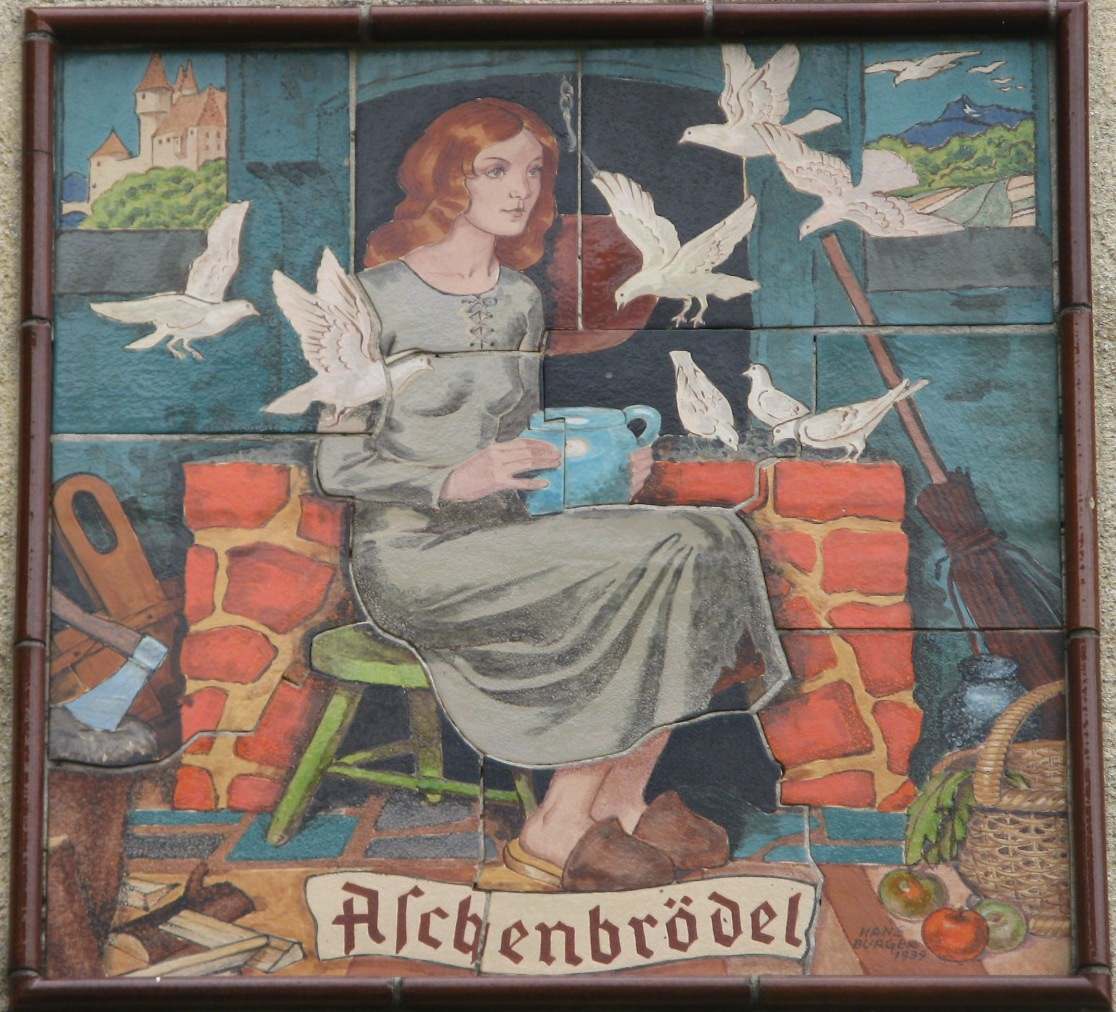
Aschenbrödel
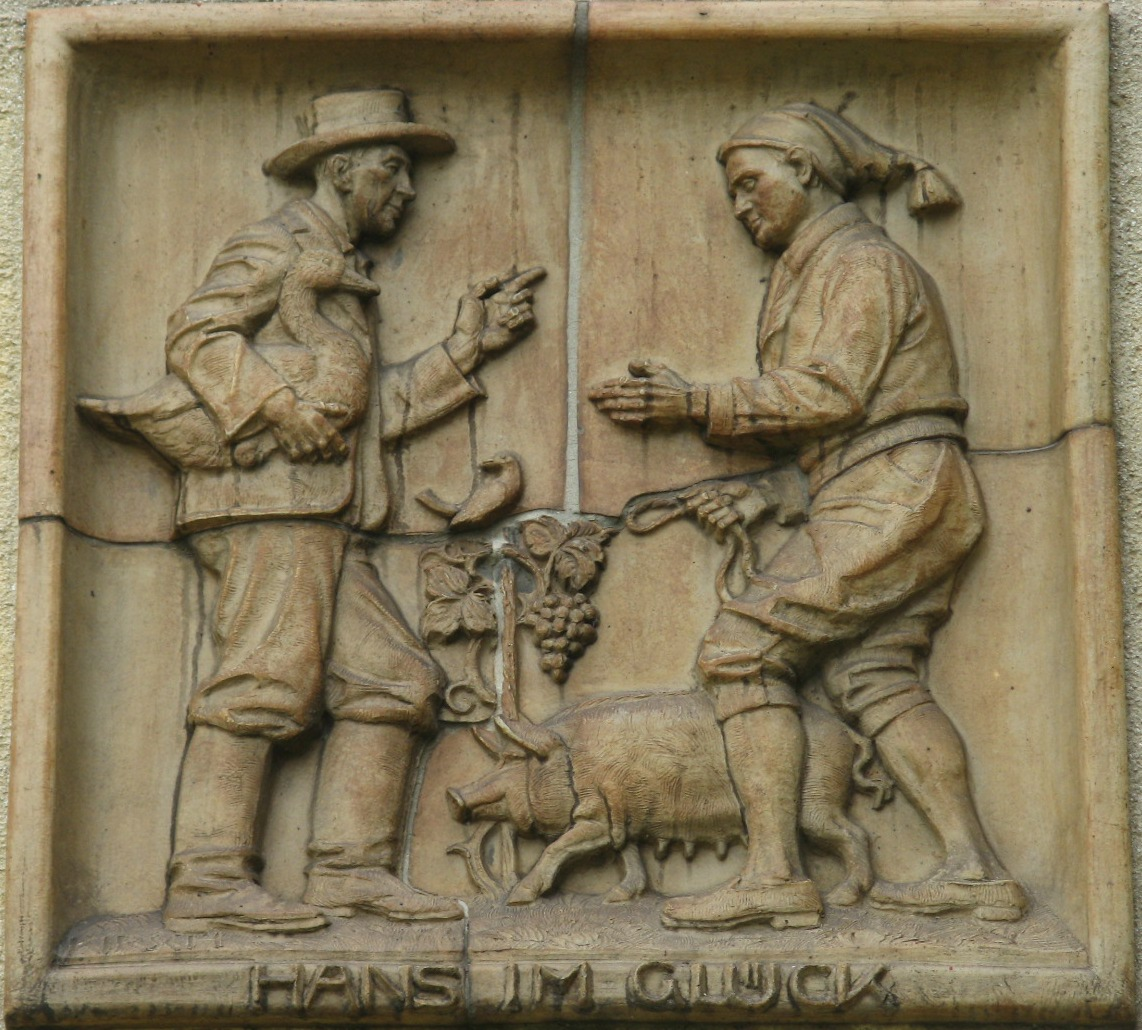
Hans im Glück
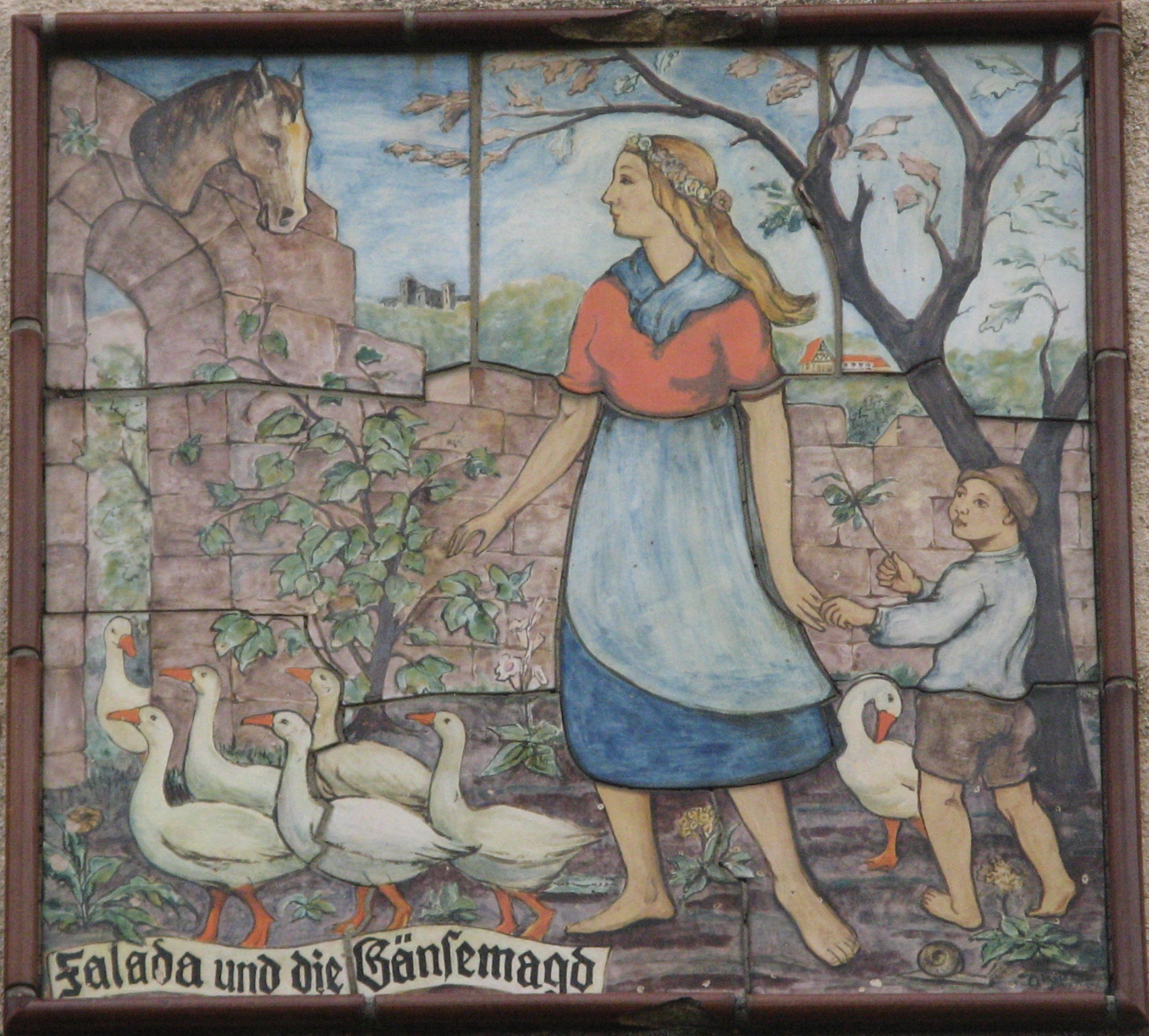
Falada und die Gänsemagd
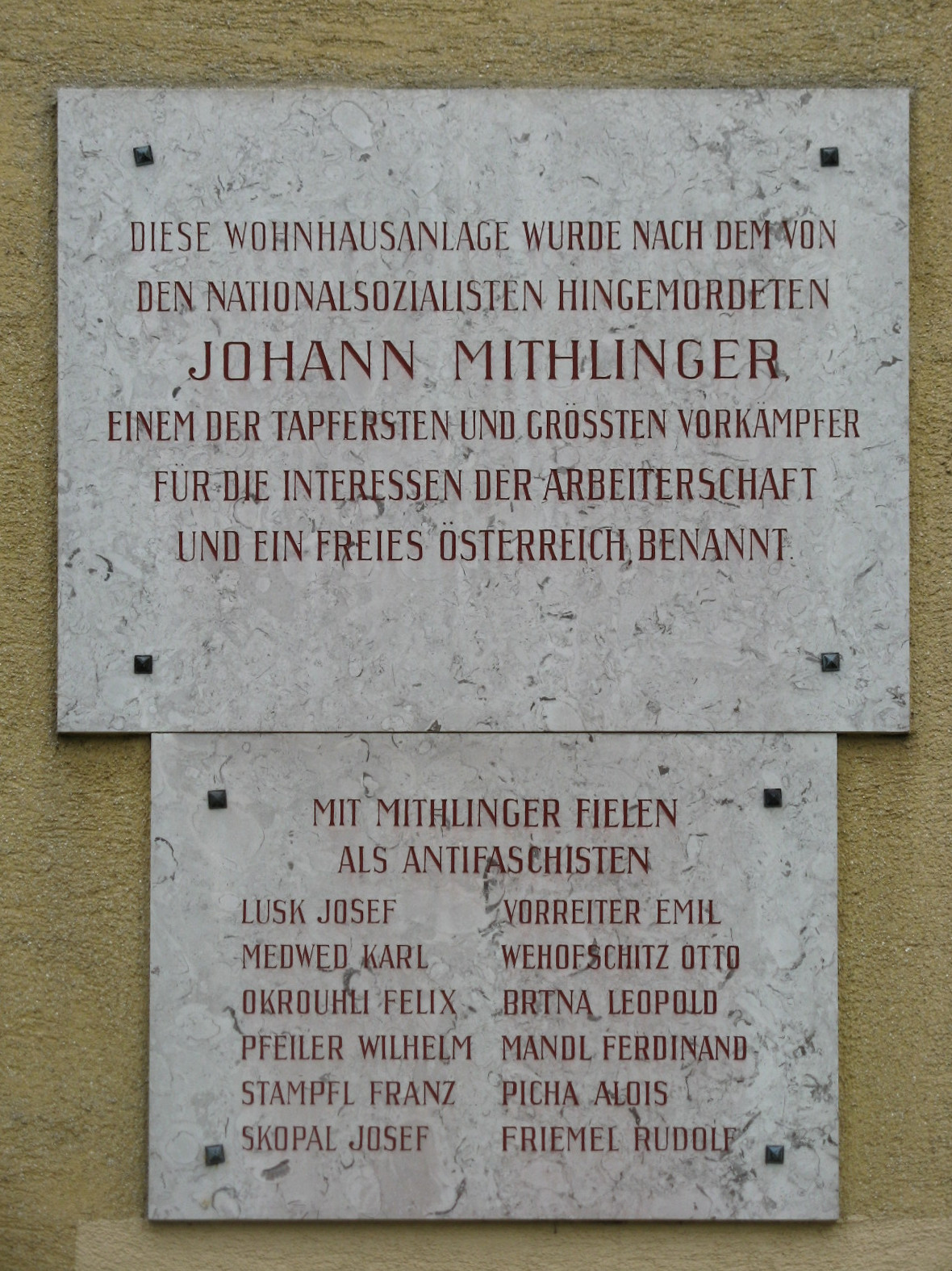
Gedenktafel Johann Mithlinger

### Nr. 10: Jean-Jaurès-Hof
→ Hauptartikel: Jean-Jaurès-Hof
Der Jean-Jaurès-Hof wurde 1925–1926 von Walter Broßmann und Alfred Keller erbaut. Auf einer bis dahin unverbauten Fläche in der Nähe von Schrebergartensiedlungen wurde die Wohnhausanlage zwischen Neilreichgasse, Raxstraße, Rudolfshügelgasse und Migerkastraße freistehend errichtet. In ihr befinden sich 389 Wohnungen. Die in vierseitiger Blockrandverbauung gestaltete Anlage wird in der Mitte durch einen Quertrakt geteilt und erstreckt sich um zwei gleich große Innenhöfe, von denen aus die Stiegenhäuser zugänglich sind. In einem der Höfe ist ein Kinderhort untergebracht. Ursprünglich standen neben dem Hort auch zwei Geschäftslokale, ein Gasthaus und eine zentrale Waschküche den Bewohnern zur Verfügung.
Der Jean-Jaurès-Hof besitzt durch seine qualitätvoll gestalteten Details, sowie durch seine abwechslungsreichen Ausformungen, wie vorspringende Spitzerker und Risalite, durch mehrfach abgestufte Dachlandschaften und die schön bepflanzten Innenhöfe einen wohnlichen, anheimelnden Charakter. Monumental gestaltet sind die beiden Portale, die sich an der Neilreichgasse und der Rudolfshügelgasse befinden. Es sind rundbogige Durchfahrten mit kassettierten Tonnengewölben. Weiters befinden sich schmiedeeiserne Gitter und Vordächer in Jugendstilformen innerhalb der Anlage. Zwischen 1991 und 1995 wurde der Jean-Jaurès-Hof saniert und der Spielplatz instand gesetzt.

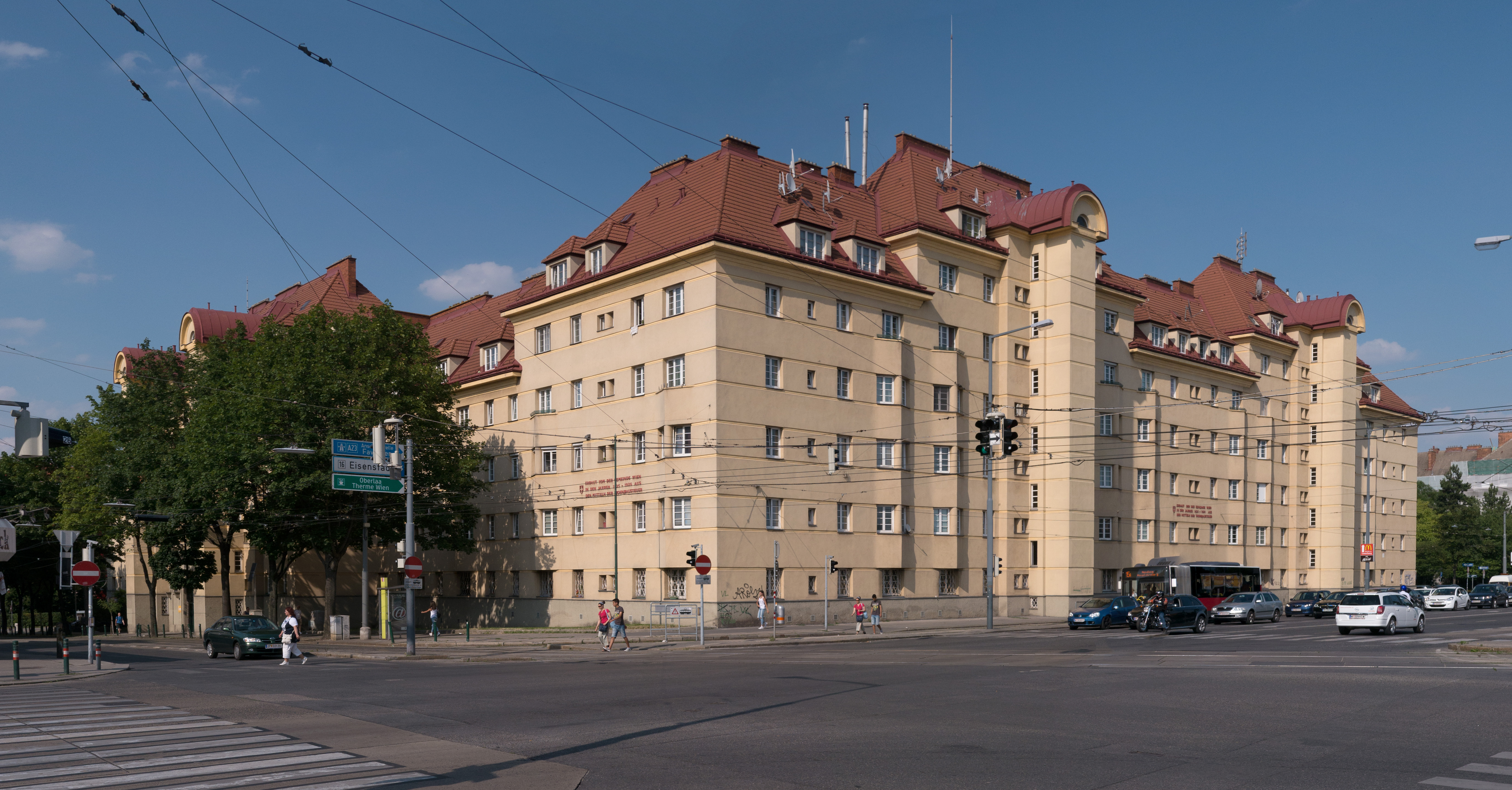
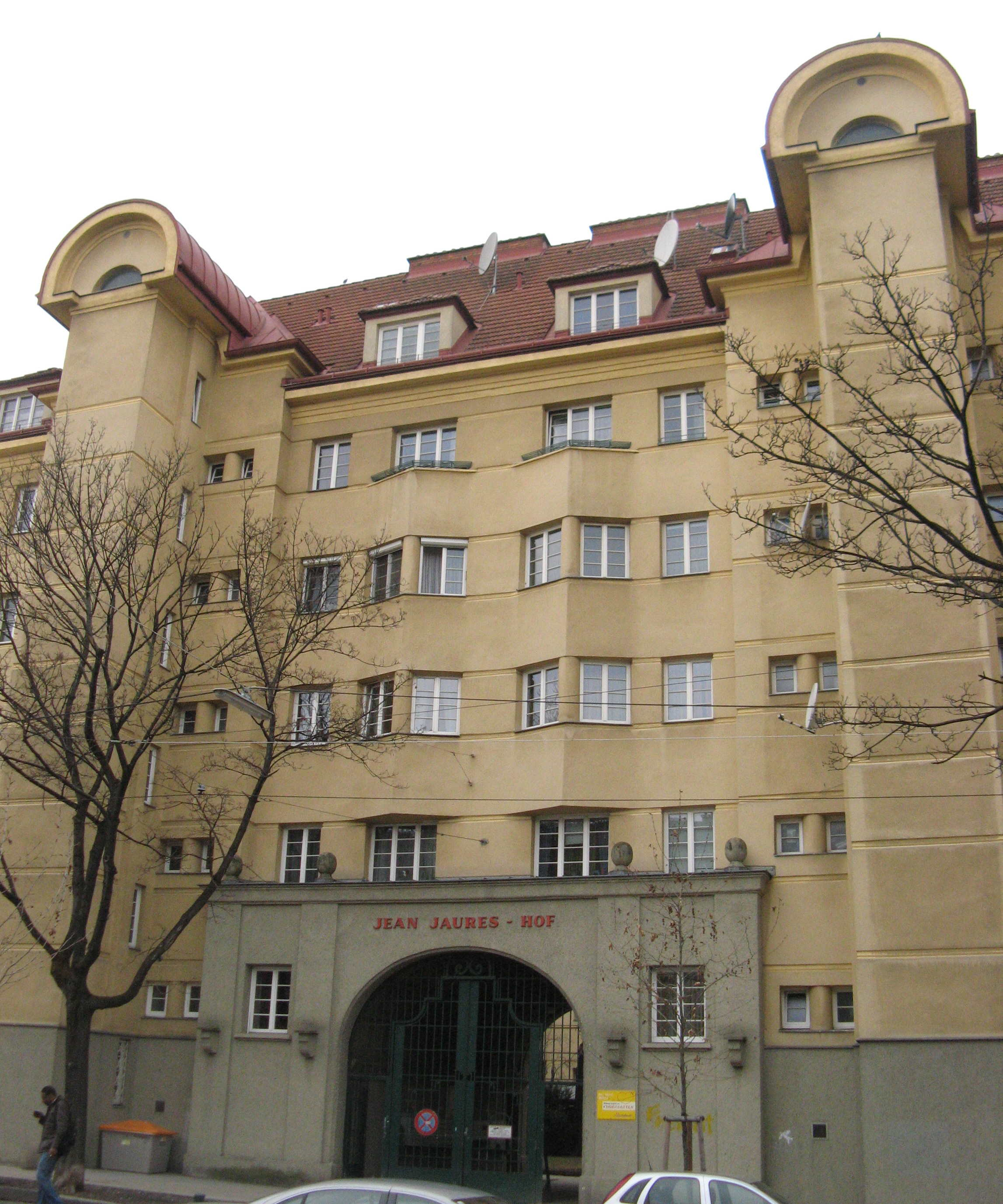
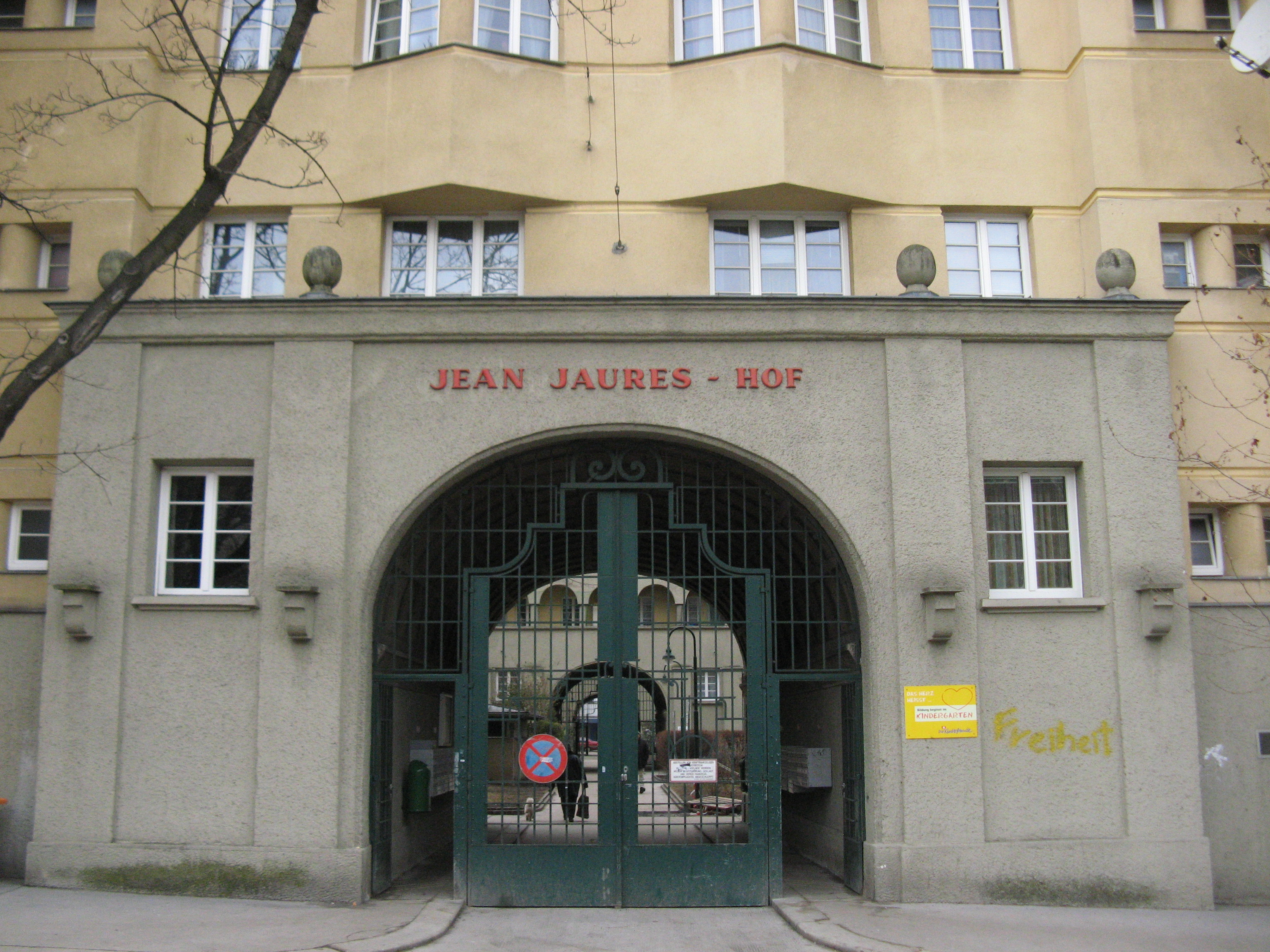
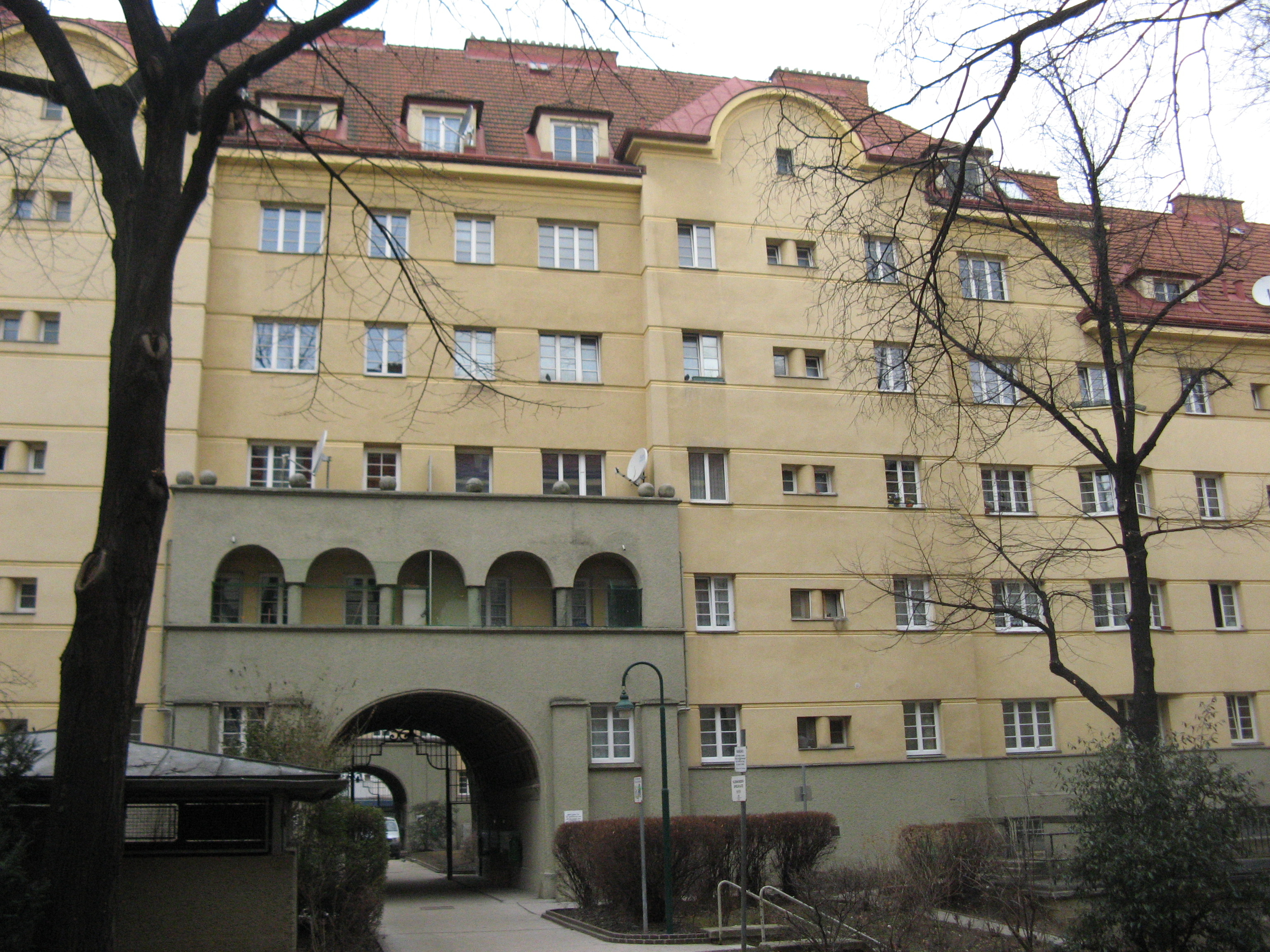
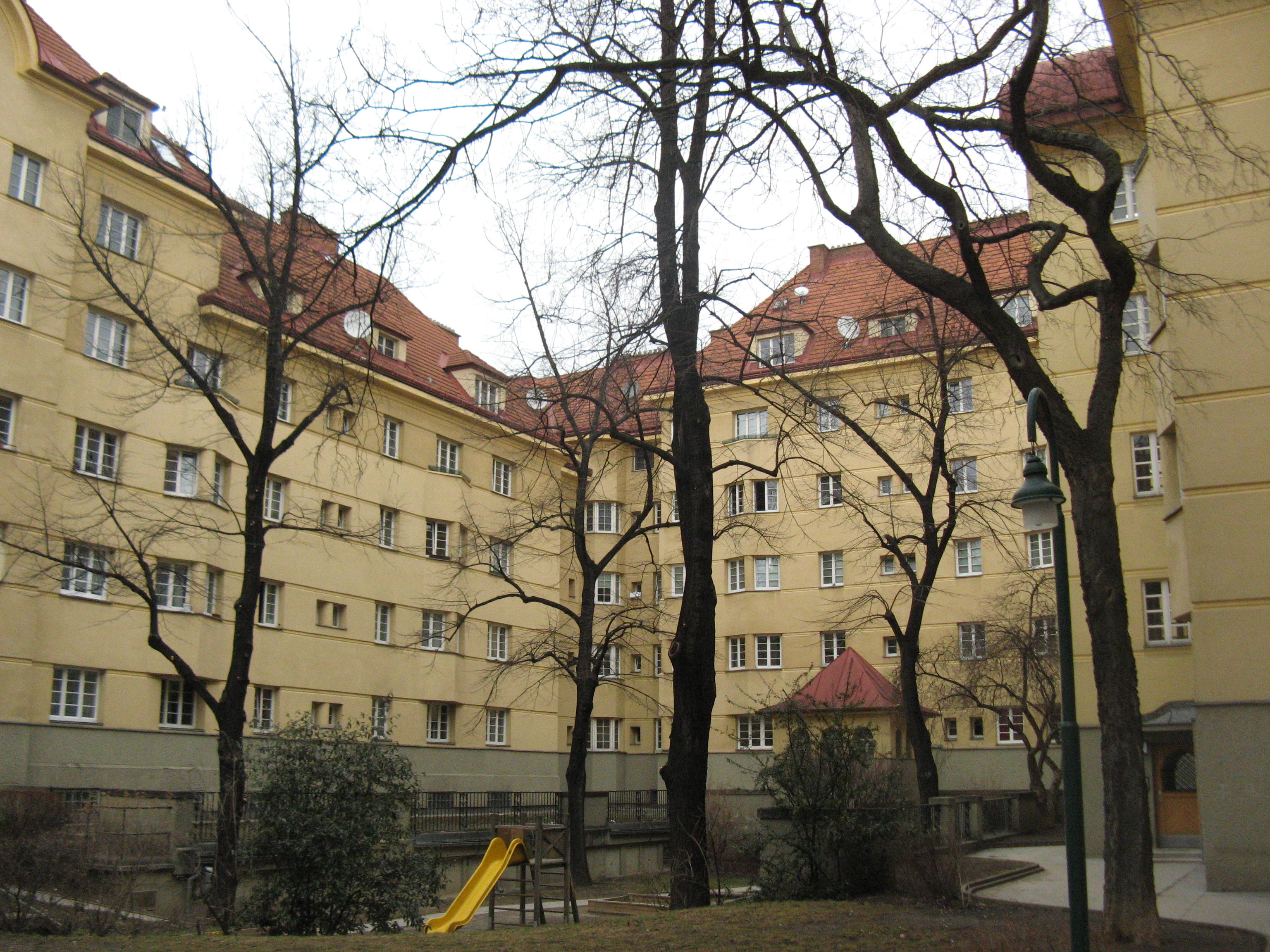
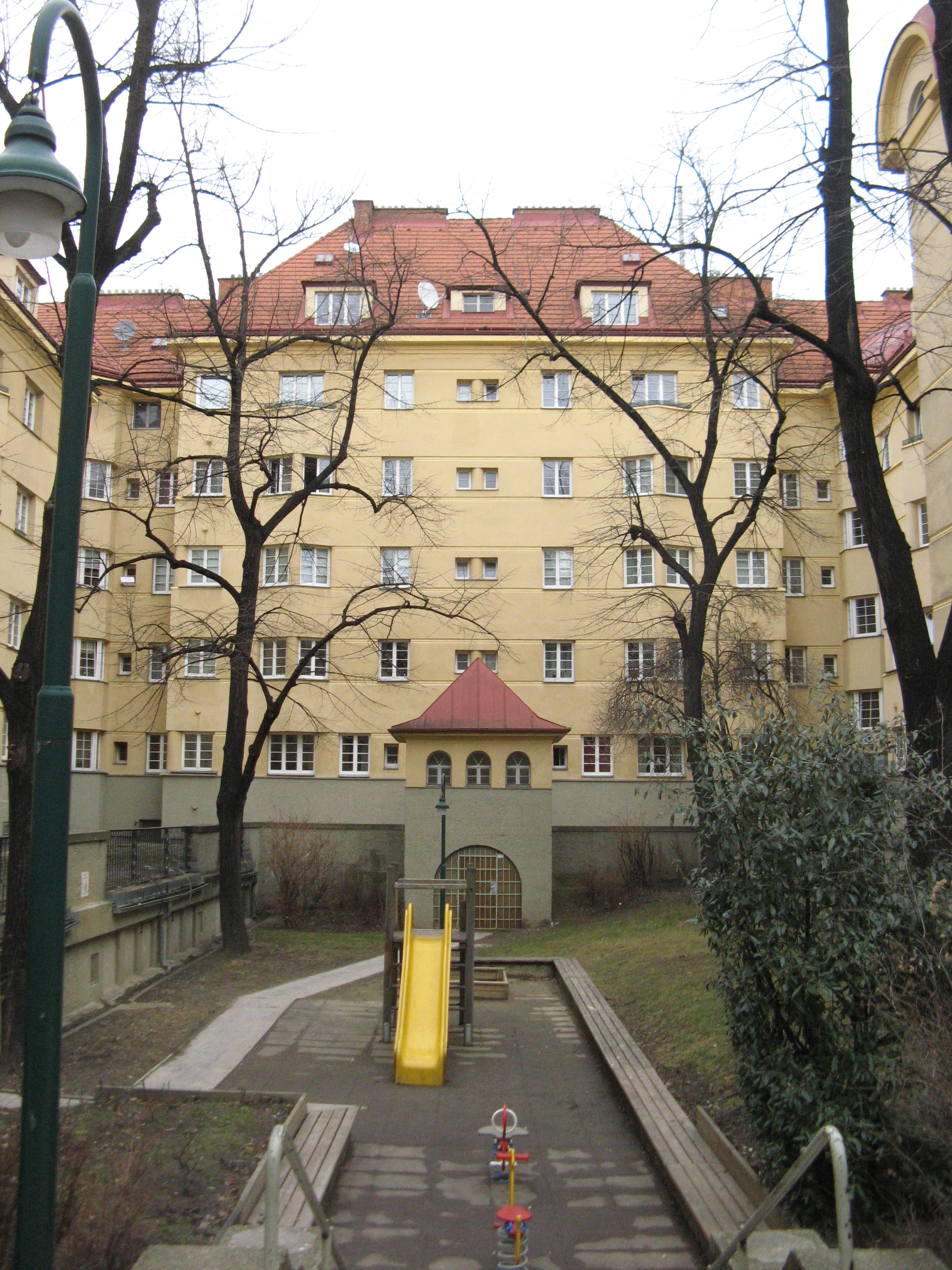
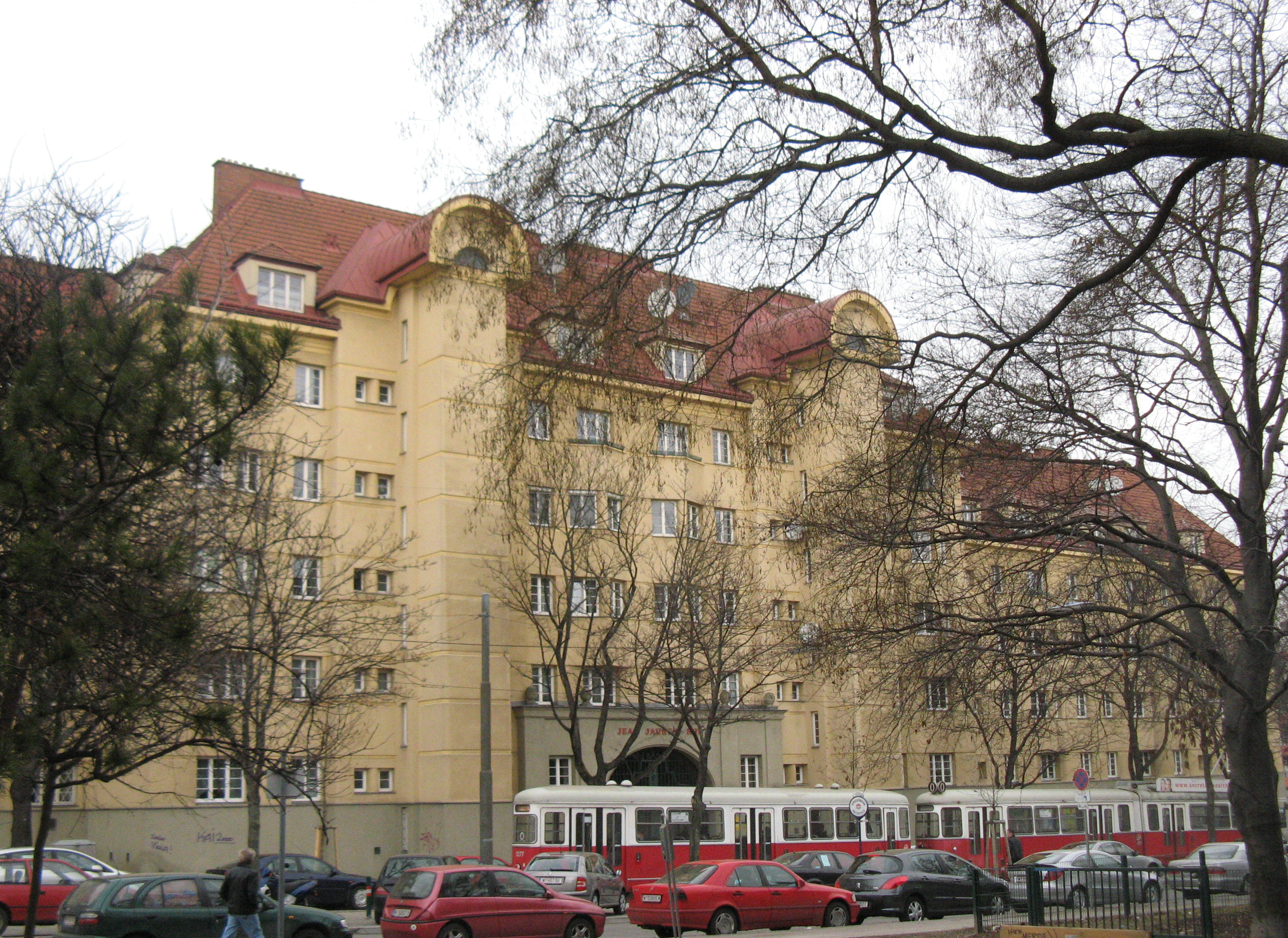
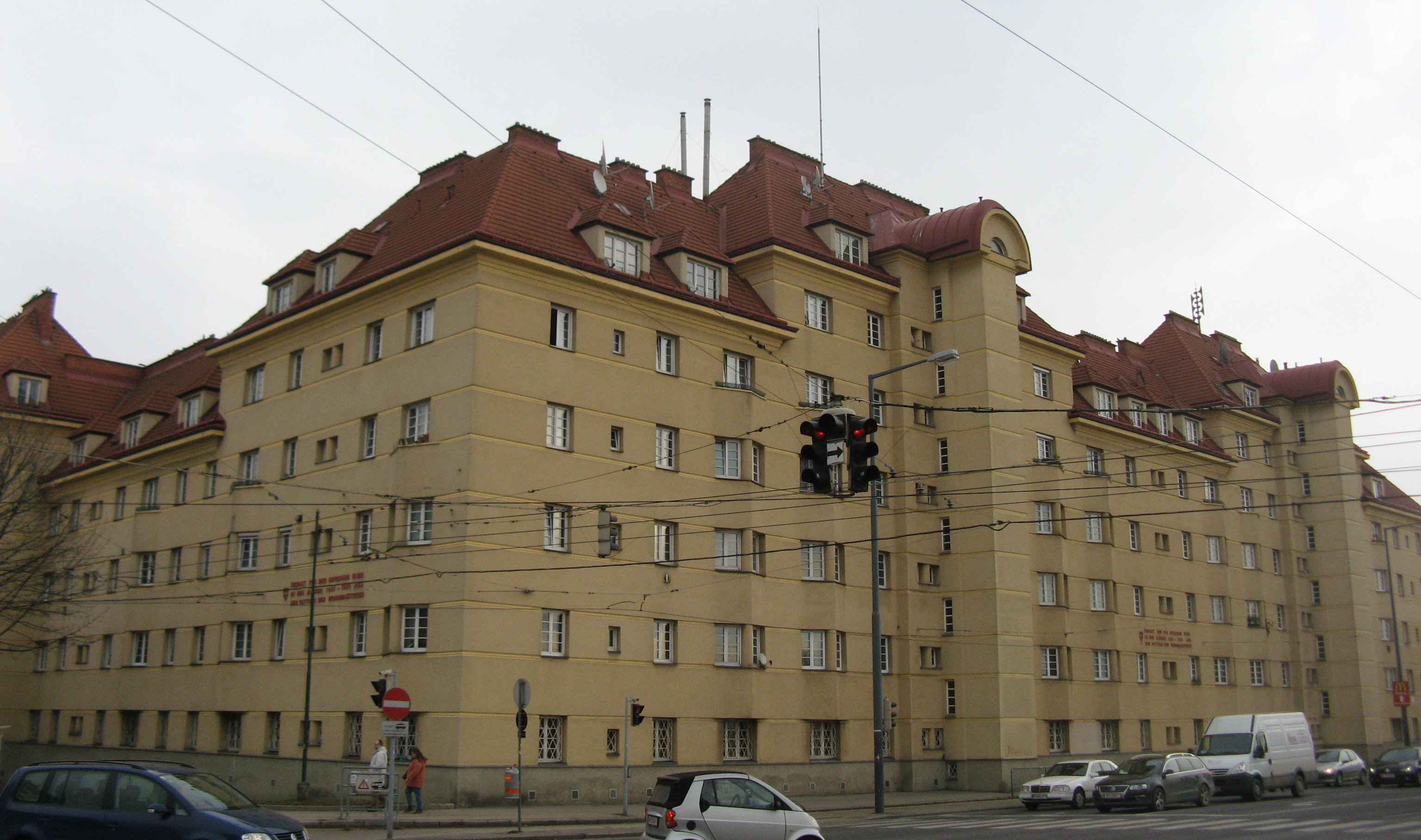

### Nr. 21, 23, 25–27: Städtische Wohnhausanlage
In den Jahren 1931 bis 1933 wurde die Wohnhausanlage vom Wiener Stadtbauamt nach Plänen von Johann Flieger geschaffen. Sie schließt sich eng an die benachbarte Johann-Mithlinger-Siedlung an und besteht aus sechs freistehenden Doppelhäusern mit insgesamt 260 Wohnungen innerhalb von Grünflächen. Die Anlage liegt zwischen Raxstraße, August-Forel-Straße und Stefan-Fadinger-Platz, wo die weithin sichtbare Karmeliterkirche (siehe unten) besteht.

### Nr. 22: Städtische Wohnhausanlage
Die Städtische Wohnhausanlage zwischen Fernkorngasse und Georg-Wilhelm-Pabst-Gasse wurde 1963–1965 von Max Philippitsch und Alfred Podgorschek errichtet. Sie besteht aus vier freistehenden parallelen Riegelbauten mit insgesamt 135 Wohnungen. Die schlichten Gebäude werden lediglich durch farbige Balkone an den Südseiten gegliedert. Auf dem Areal befanden sich bis in die 1950er Jahre hinein kleine Handwerksbetriebe in Holzbaracken, die in der NS-Zeit vom Reichsarbeitsdienst genutzt wurden.

### Kirche auf dem Stefan-Fadinger-Platz
→ Hauptartikel: Pfarrkirche Maria vom Berge Karmel (Wien)
Zwischen den Hausnummern 27 und 27A schließt an der Südseite der Raxstraße der nördlichste Teil des Stefan-Fadinger-Platzes an, der, einen Häuserblock weiter südlich viermal so breit, von der Karmeliterkirche Maria vom Berge Karmel („Unsere Liebe Frau vom Berge Karmel“) beherrscht wird. Die auf der Kuppe des Wienerberges stehende Stahlbetonkirche, 1928–1942 von Hans Prutscher errichtet, ist von der Raxstraße gut sichtbar und bei der Fahrt nach Wien von Süden kilometerweit zu sehen. Die unter Denkmalschutz stehende Kirche wurde 2014 der Syrisch-Orthodoxen Kirche von Antiochien verkauft und ist jetzt dem hl. Ephrem geweiht.
Bei einem Bombentreffer 1945 wurden die Kirche, in die sich die Menschen bei Bombenalarm geflüchtet hatten, und einige Wohnhäuser zerstört. Ein Gedenkstein an der Seite zum Stefan-Fadinger-Platz erinnert an dieses verheerende Ereignis.

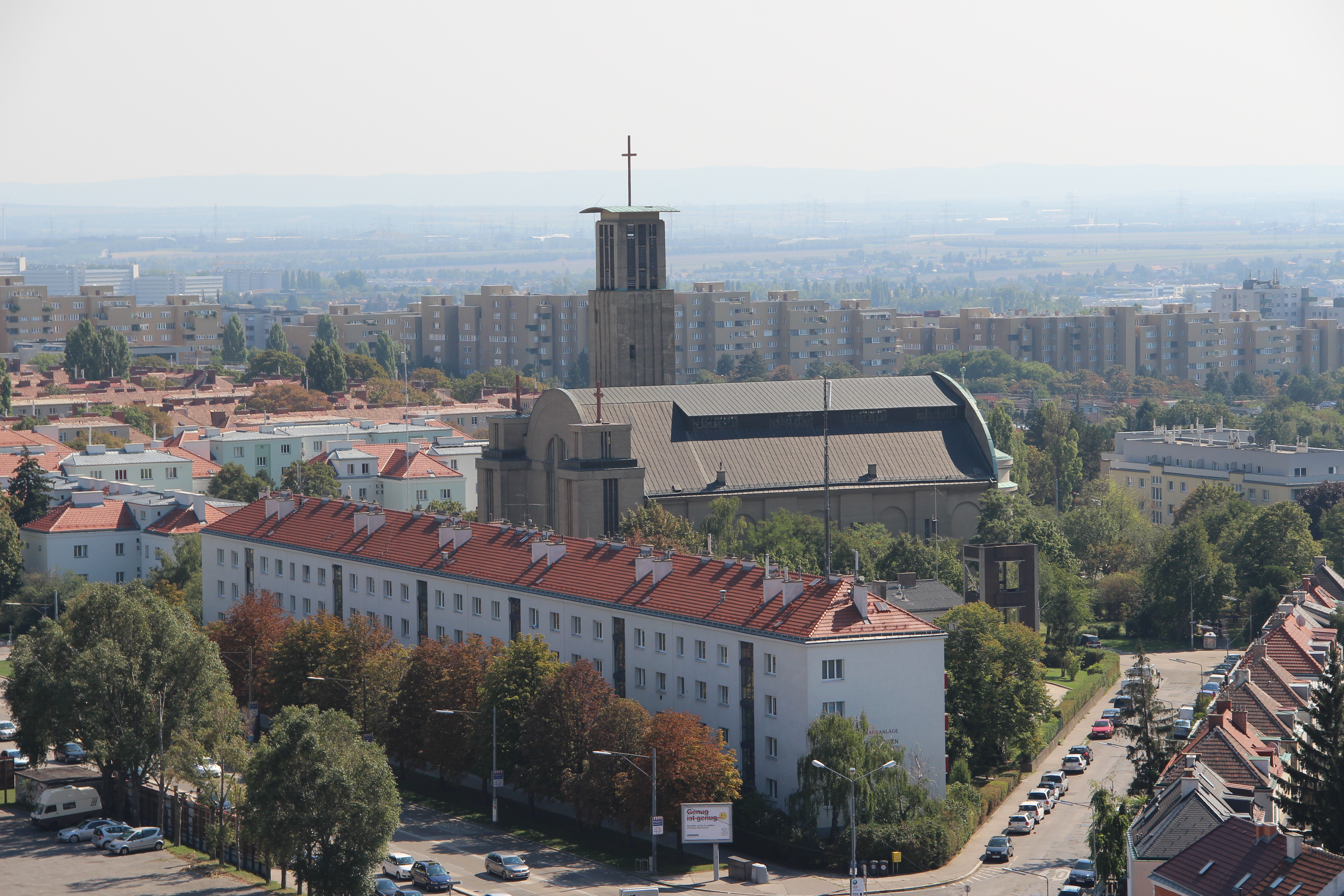
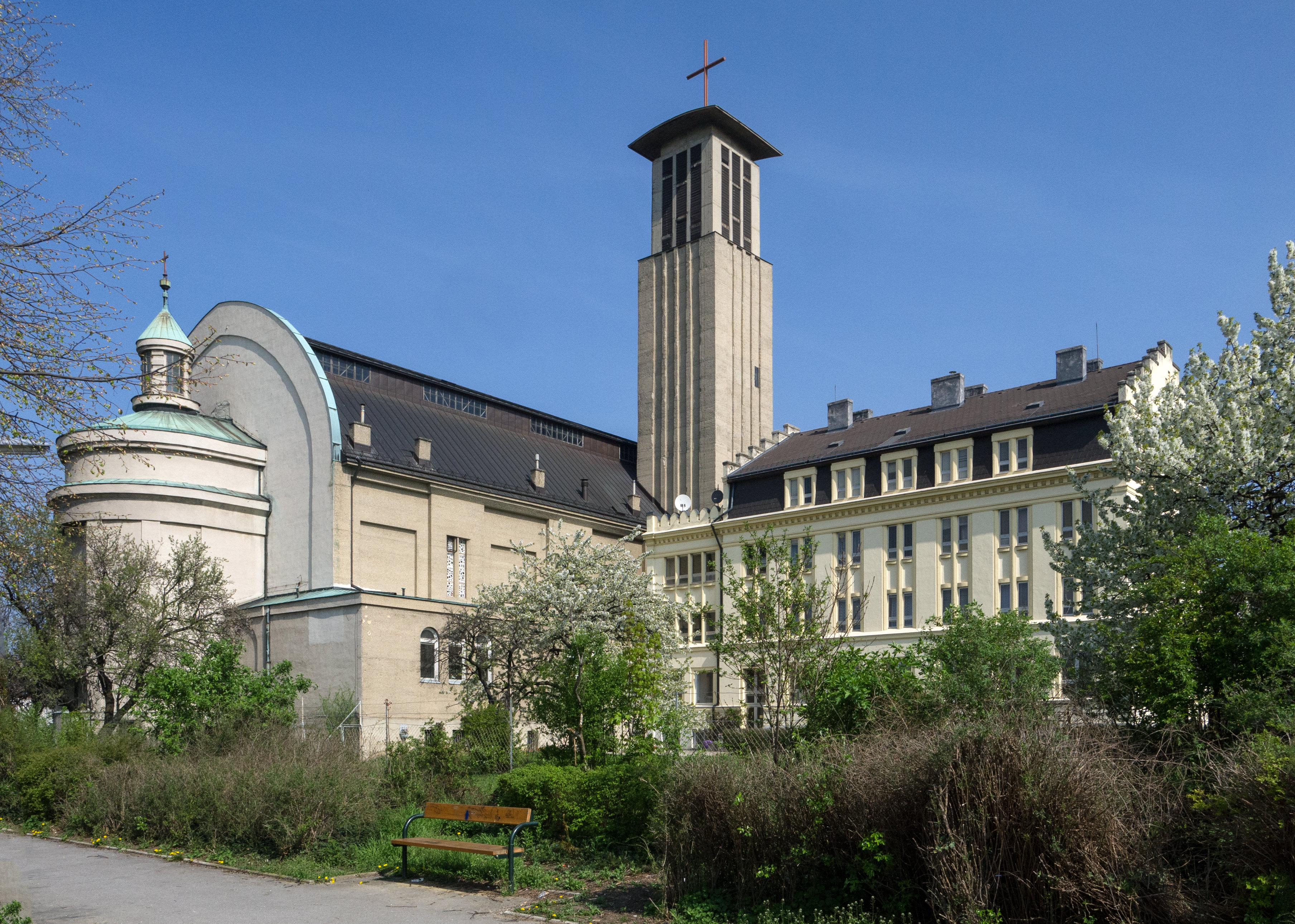
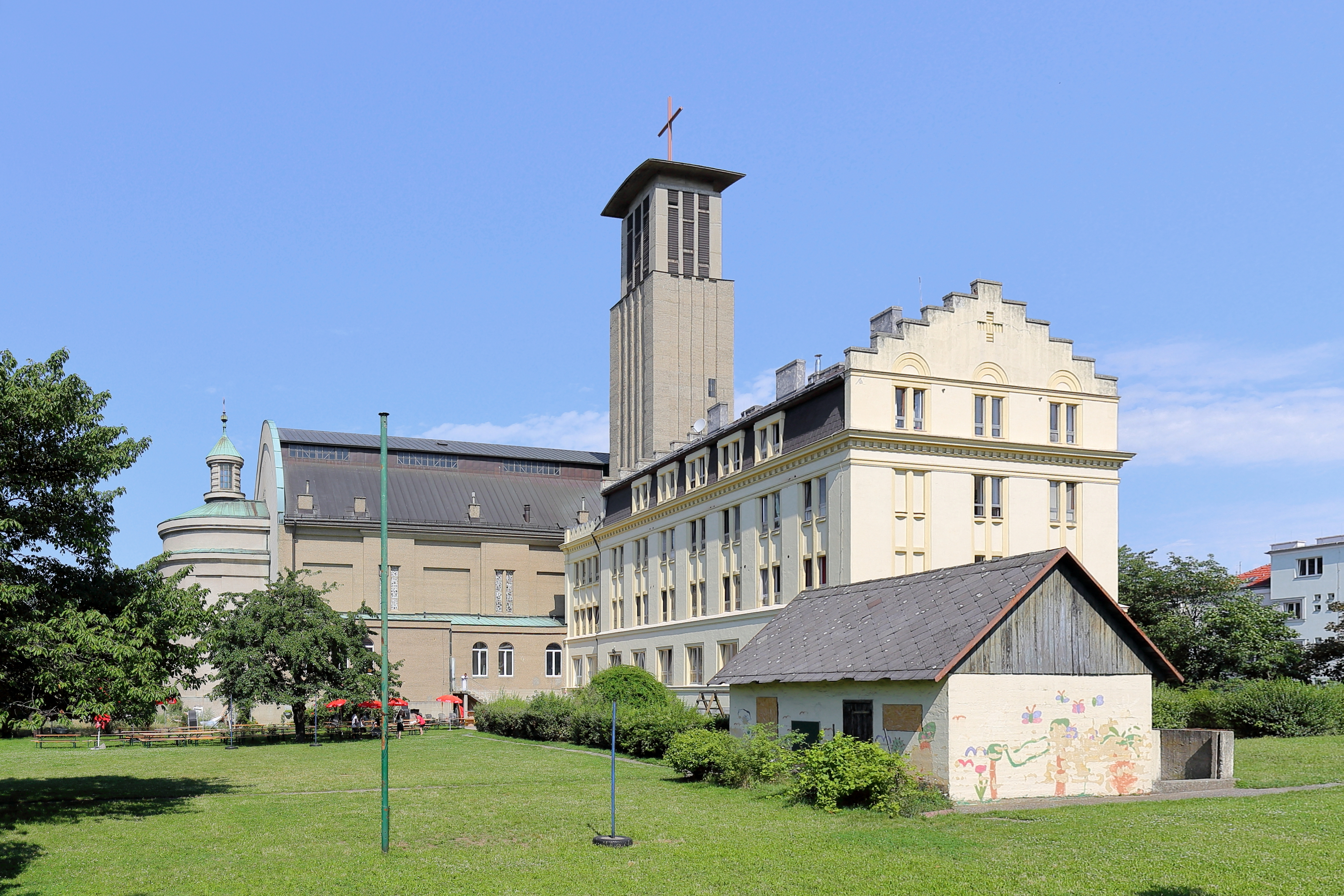
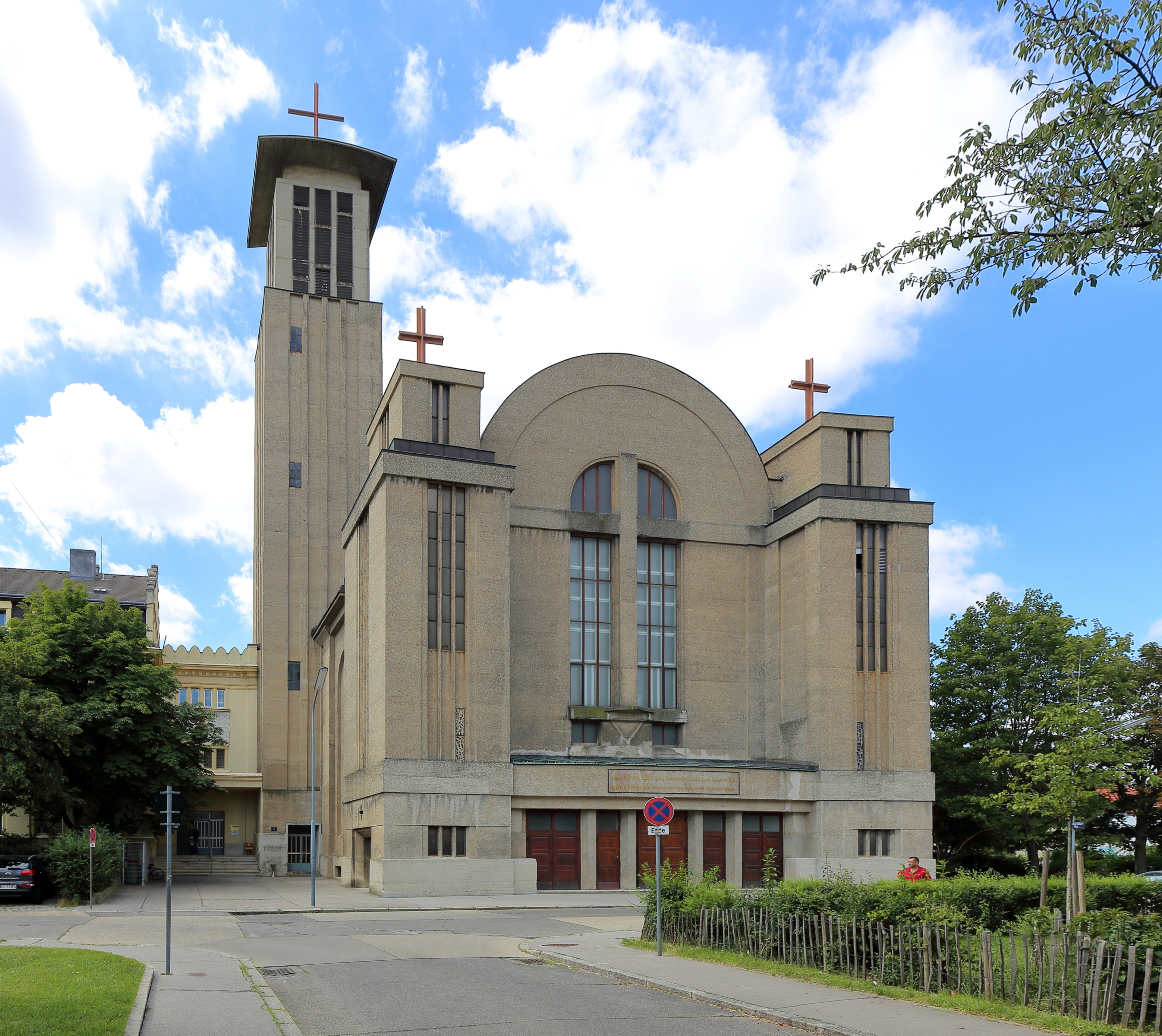
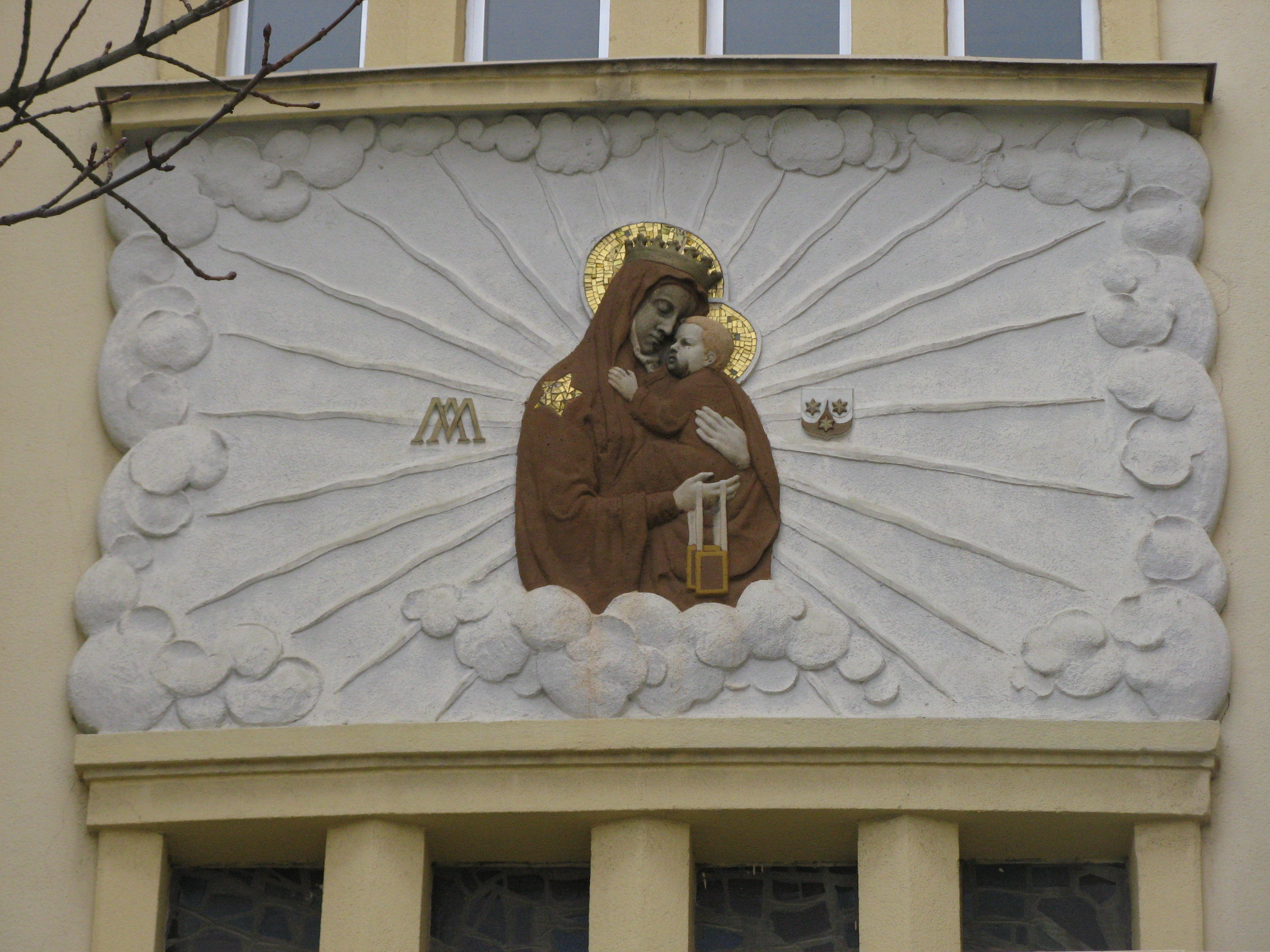
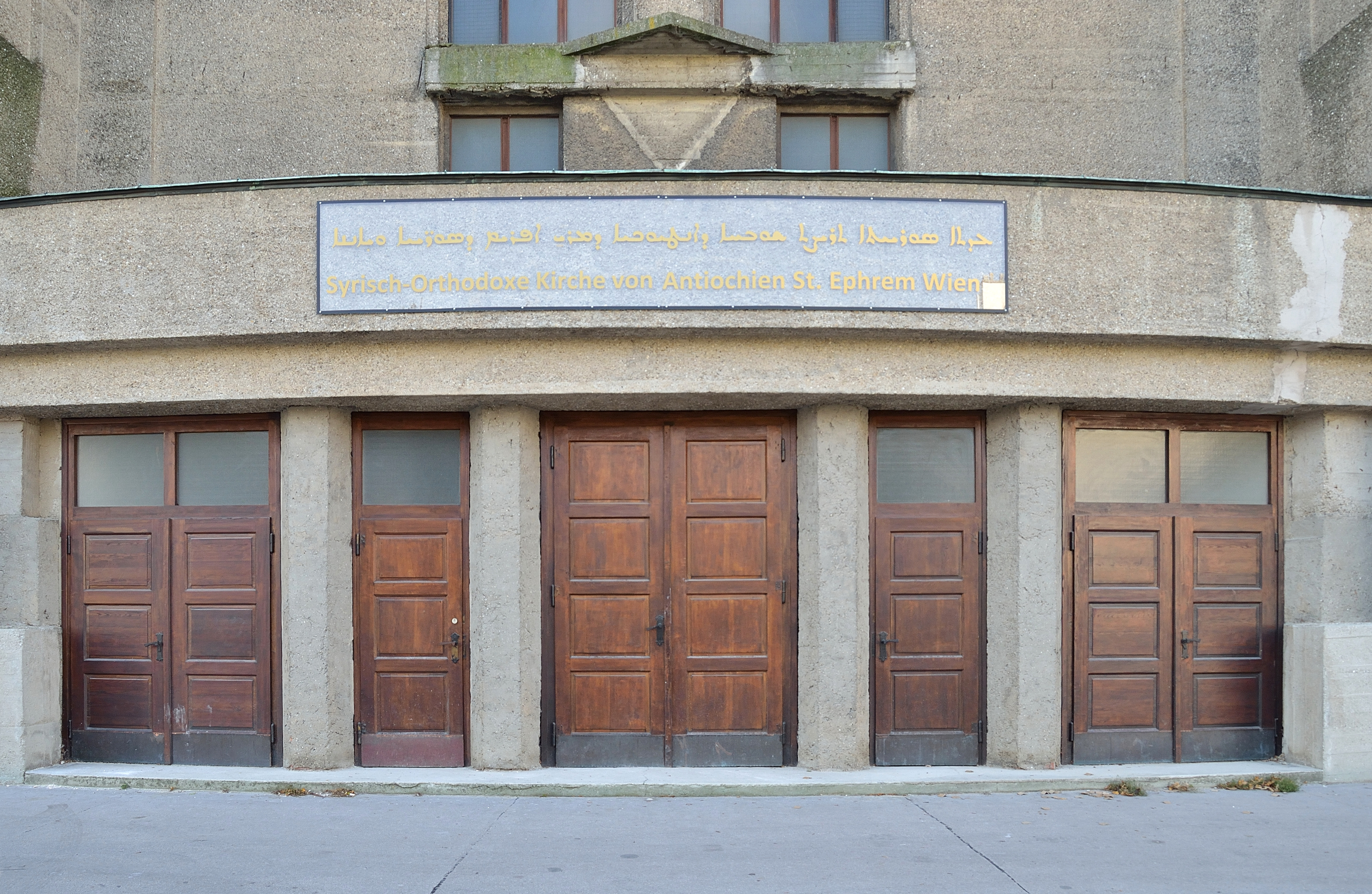

### Nr. 27A: Städtische Wohnhausanlage
Die städtische Wohnhausanlage wurde 1961–1963 von Paul Detre, Otto Gruen, Hans Muttoné und Fritz Novotny errichtet. Der einfache viergeschoßige Riegelbau umfasst 72 Wohnungen. Neben dem Gebäude befindet sich ein Kinderspielplatz.

### Nr. 29–111: Siedlung Am Wasserturm
1923–1924 entstand die weitläufige Siedlung im Rahmen der Heimbauhilfe der Gemeinde Wien durch die GESIBA nach Plänen von Franz Schacherl und Franz Schuster. Dabei handelt es sich um ein- und zweigeschoßige Familienhäuser mit Vor- und Hausgärten, die zum Teil auch in Zeilen oder in Blocks zusammengefasst sind. Die Siedlung befindet sich zwischen Raxstraße, Stefan-Fadinger-Platz, Weitmosergasse und Altdorferstraße. Die Gassen innerhalb der Siedlung sind nach Führern aus der Zeit der Bauernkriege benannt. Im Zentrum befindet sich der platzartig erweiterte Weigandhof.

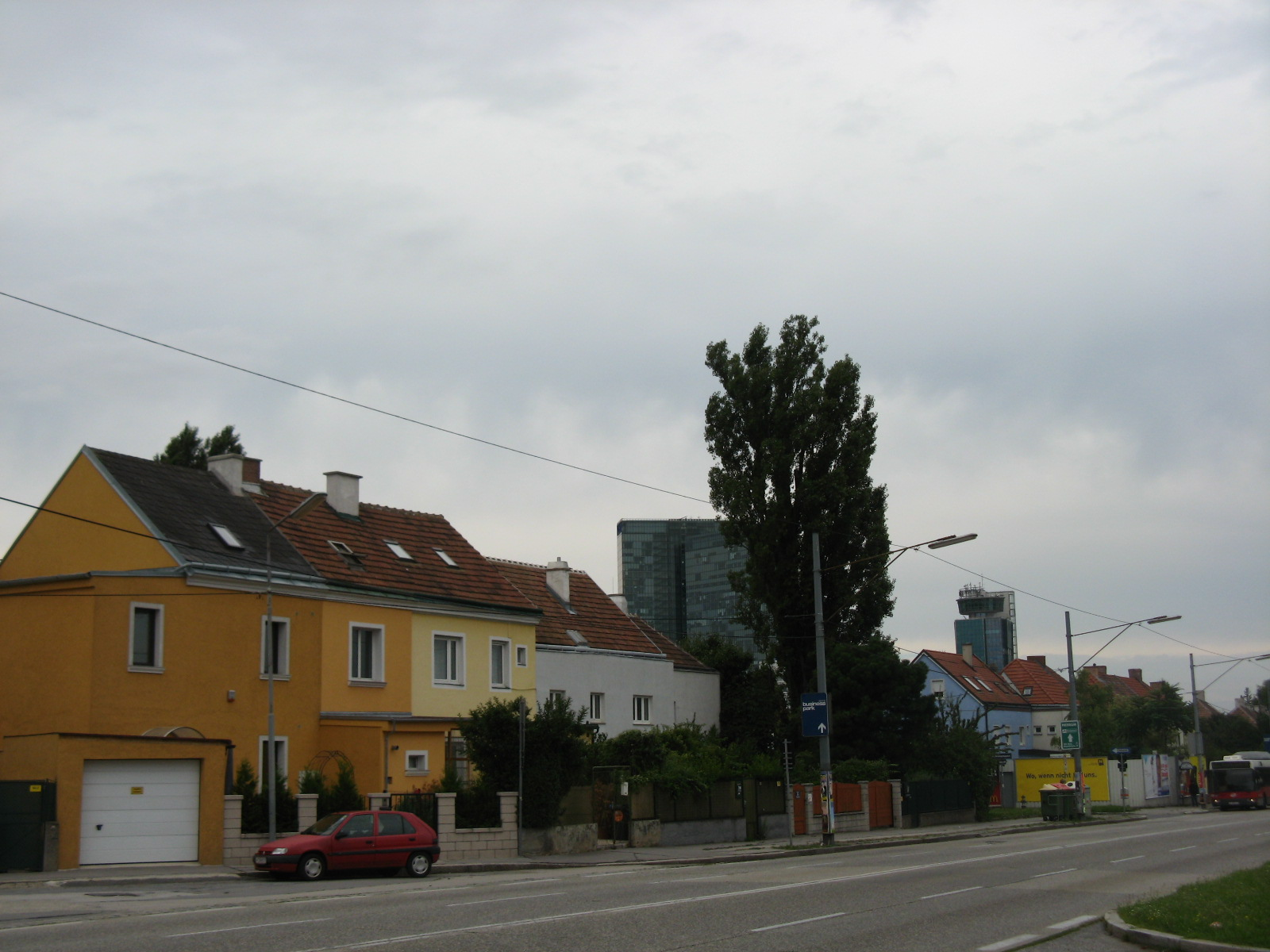
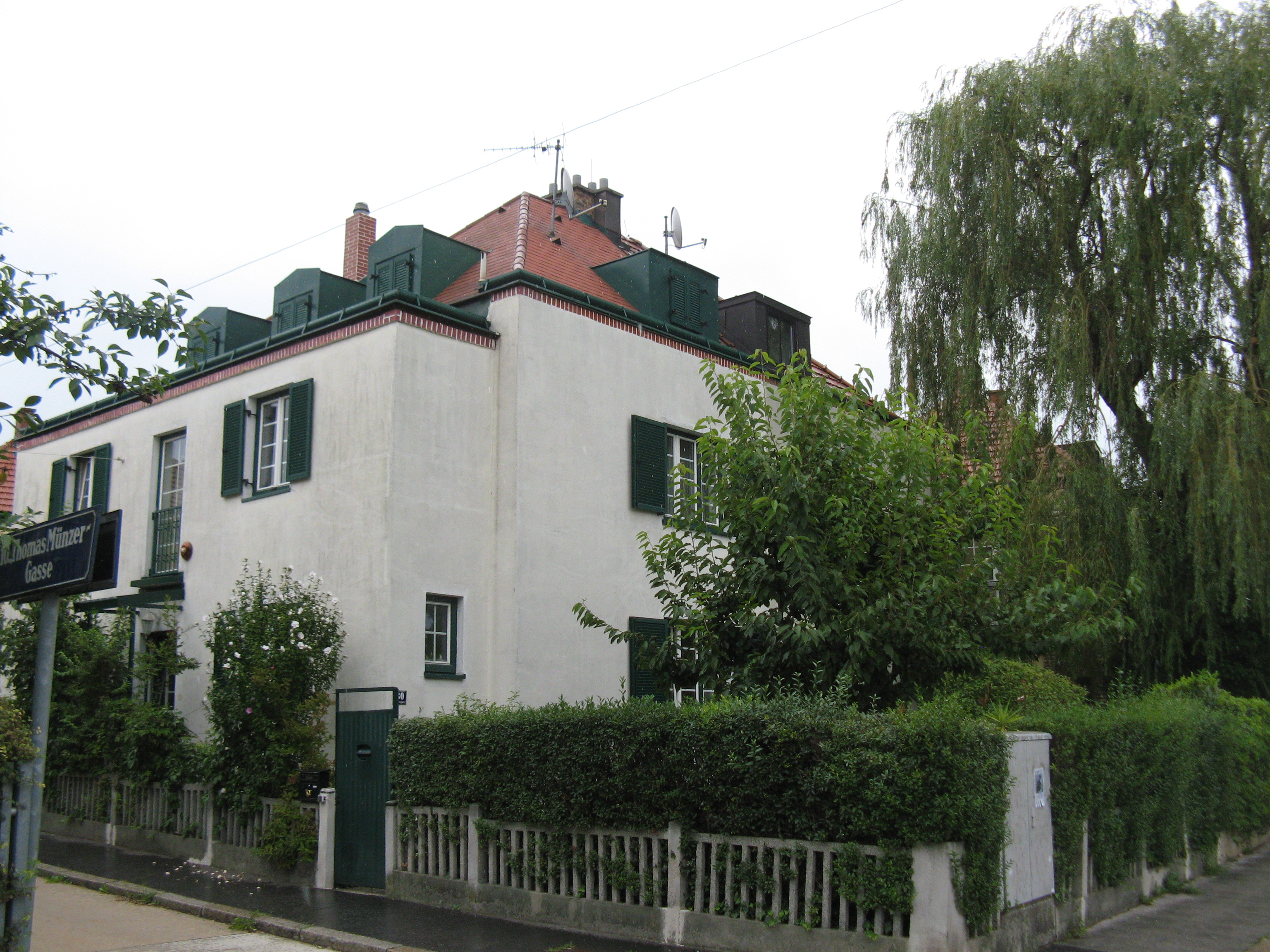
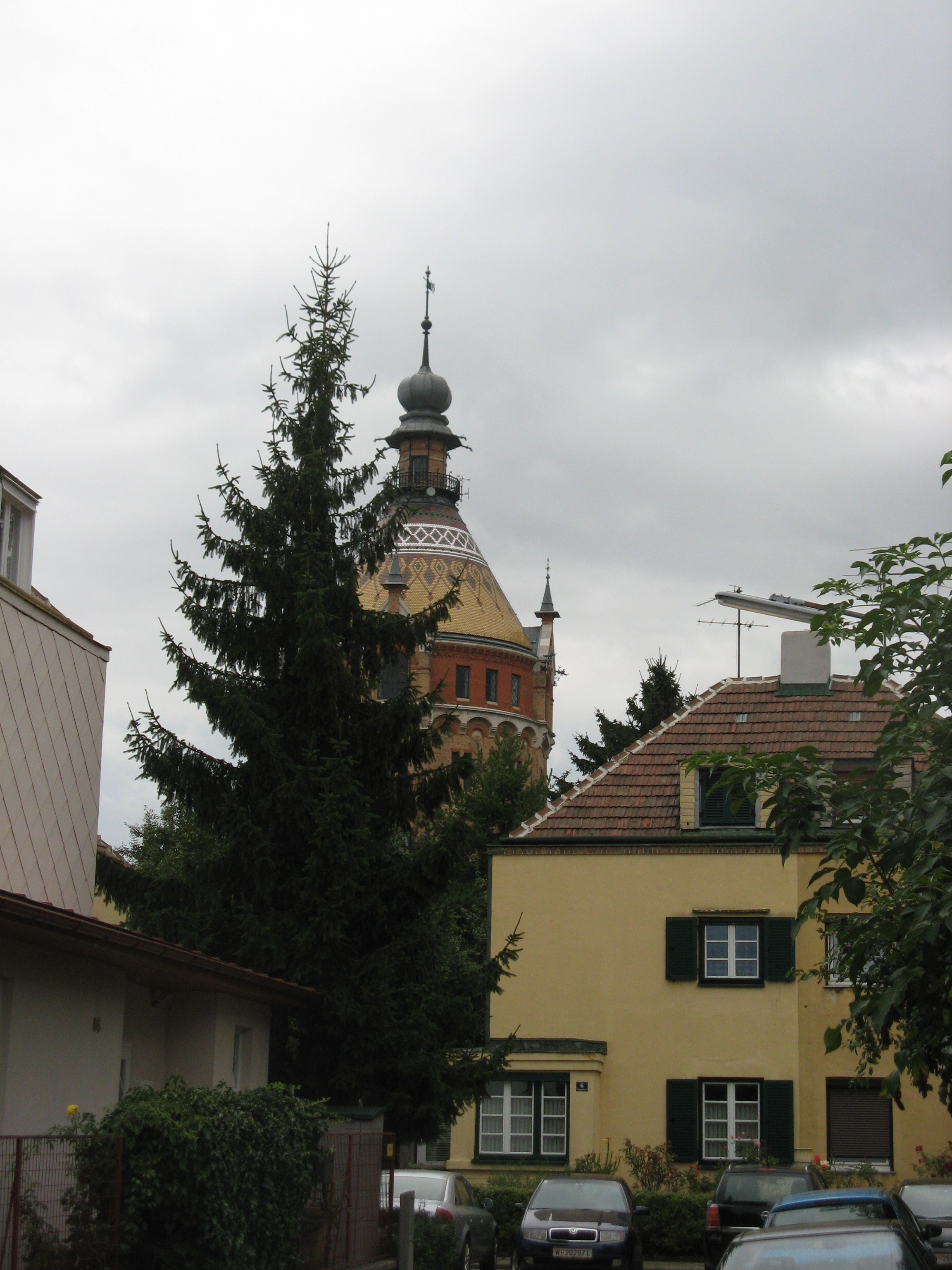
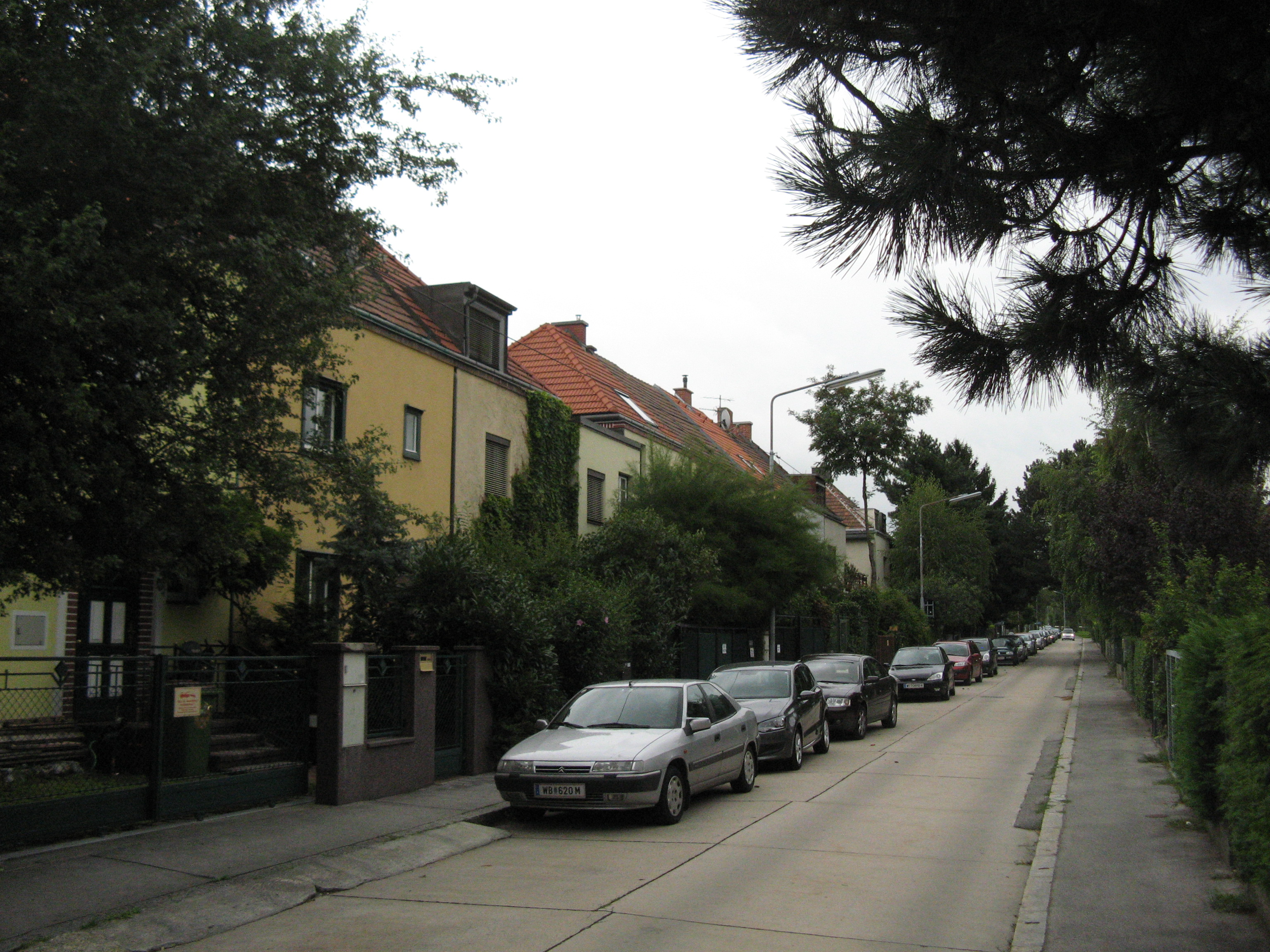

### Nr. 38: Städtische Wohnhausanlage
1961–1963 wurde die städtische Wohnhausanlage von Paul Ehrenzweig, Rudolf Jarosch, Hannes Lintl, Libuse Partyka und Eugenie Pippal-Kottnig errichtet, die in Zusammenhang mit der benachbarten Anlage Gussriegelstraße 42–50 steht. Der viergeschoßige Riegelbau umfasst 35 Wohnungen inmitten einer Grünanlage. An den Portalen befinden sich Mosaikstreifen.

### Nr. 50: Wasserbehälter Wienerberg

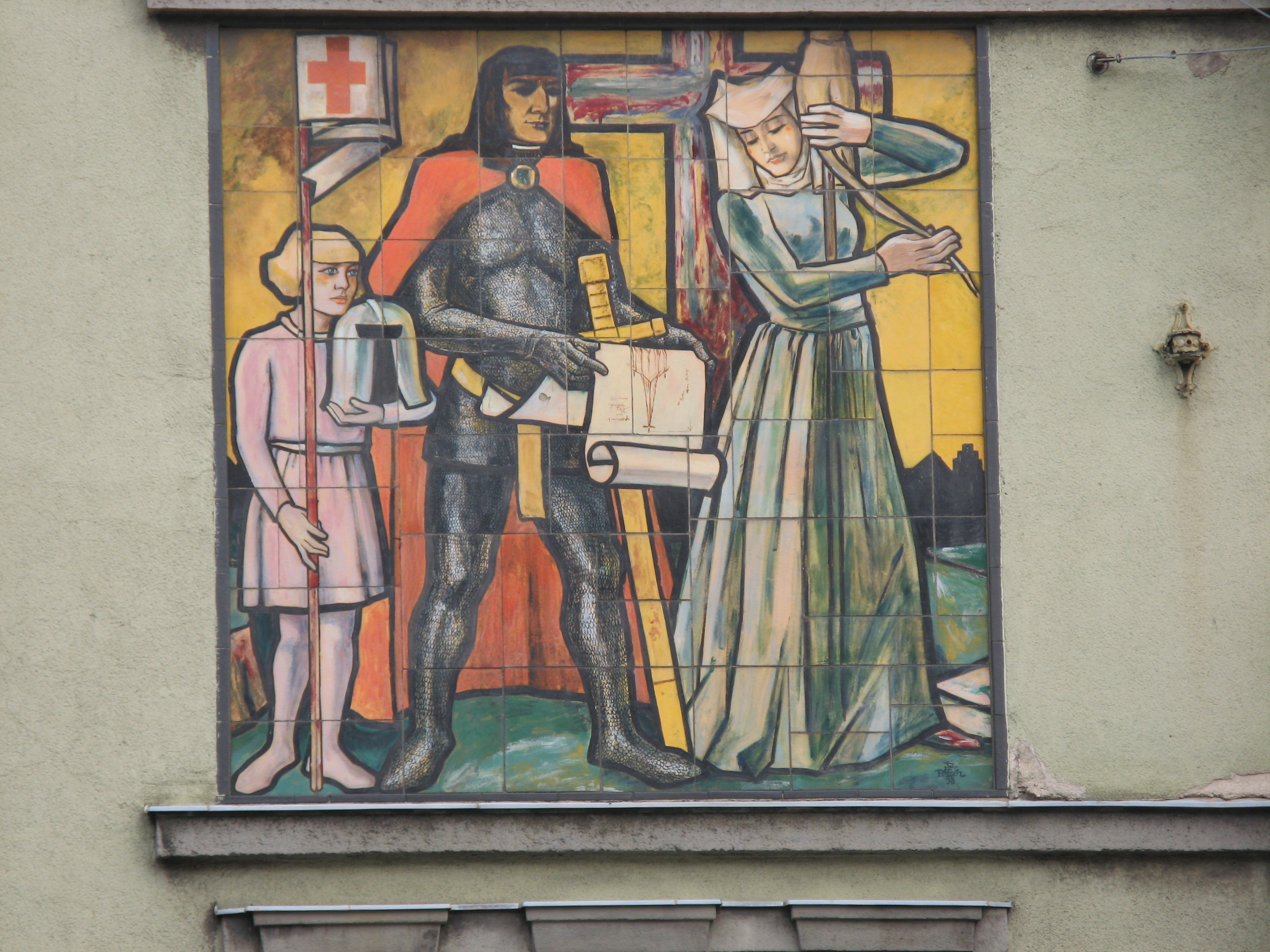
Kachelbild Spinnerin am Kreuz

→ Hauptartikel: Wasserbehälter Wienerberg
Gegenüber der Siedlung am Wasserturm erstreckt sich zwischen Windtenstraße und Triester Straße das ausgedehnte Gelände des Wasserbehälters Wienerberg. Das bislang für die Öffentlichkeit abgesperrte Terrain wurde seit 2011 an der Oberfläche in eine Erlebniswelt für Kinder und ein Erholungsgebiet umgestaltet.

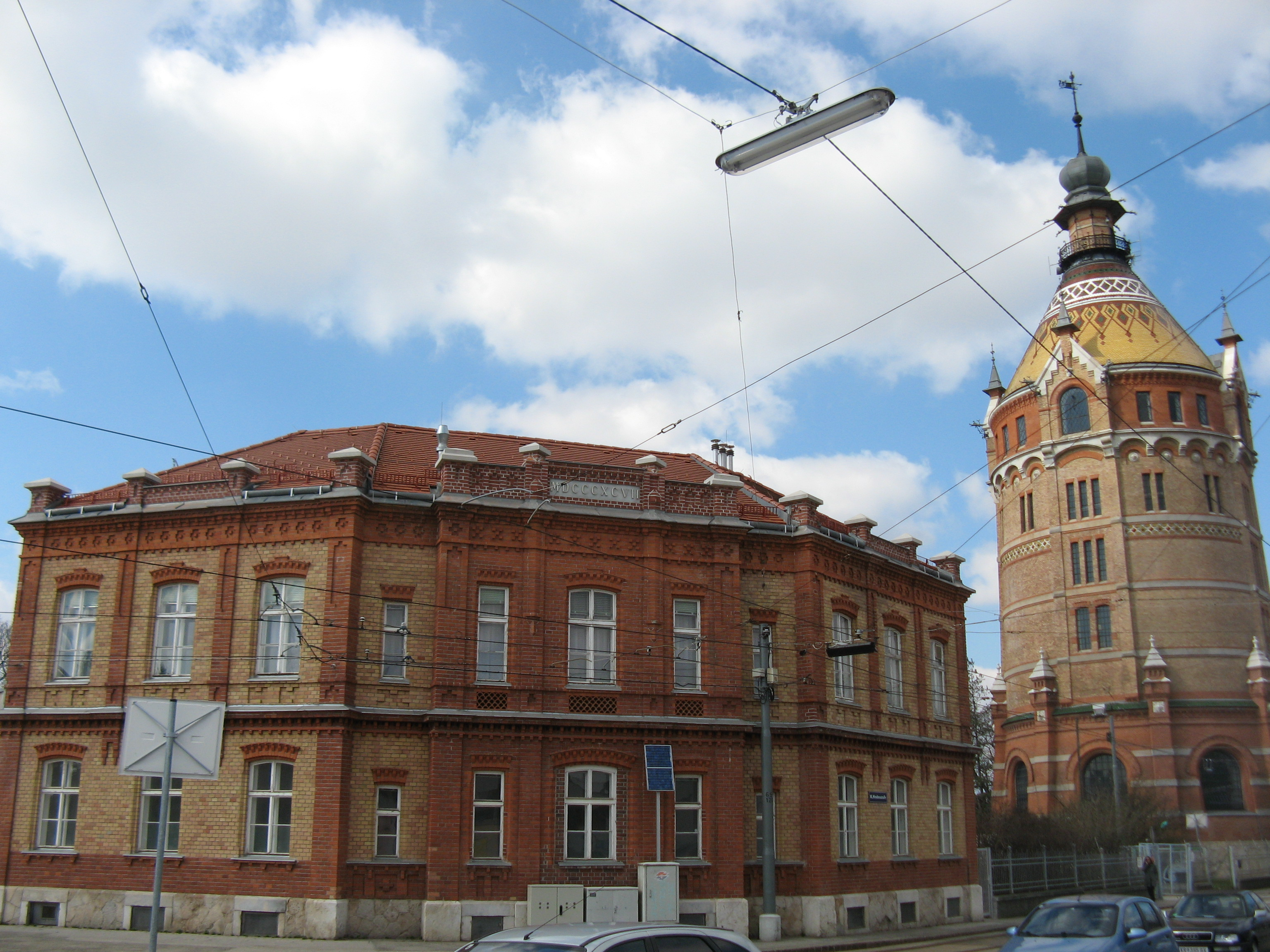
Verwaltungsbau und Wasserturm
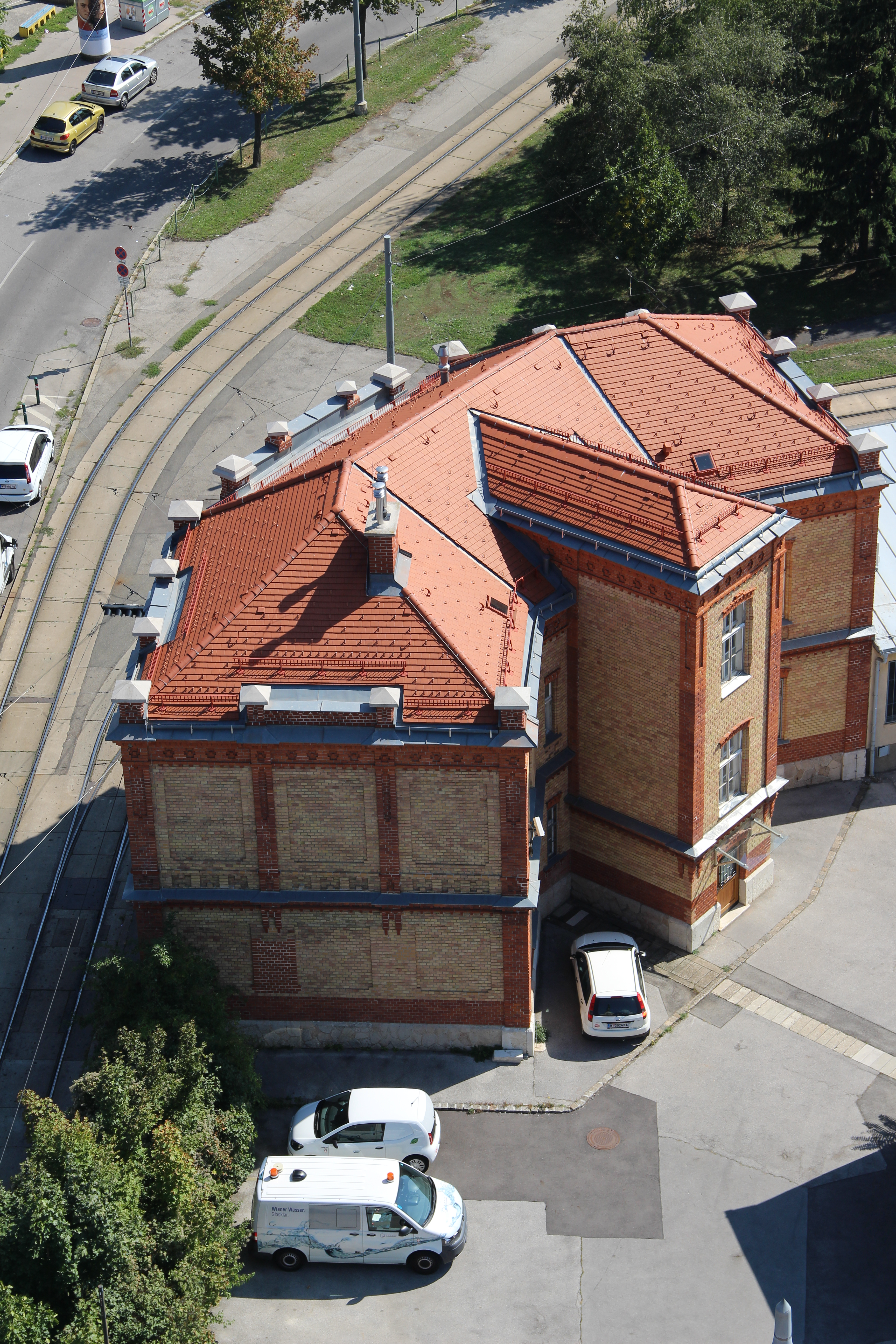
Verwaltungsbau
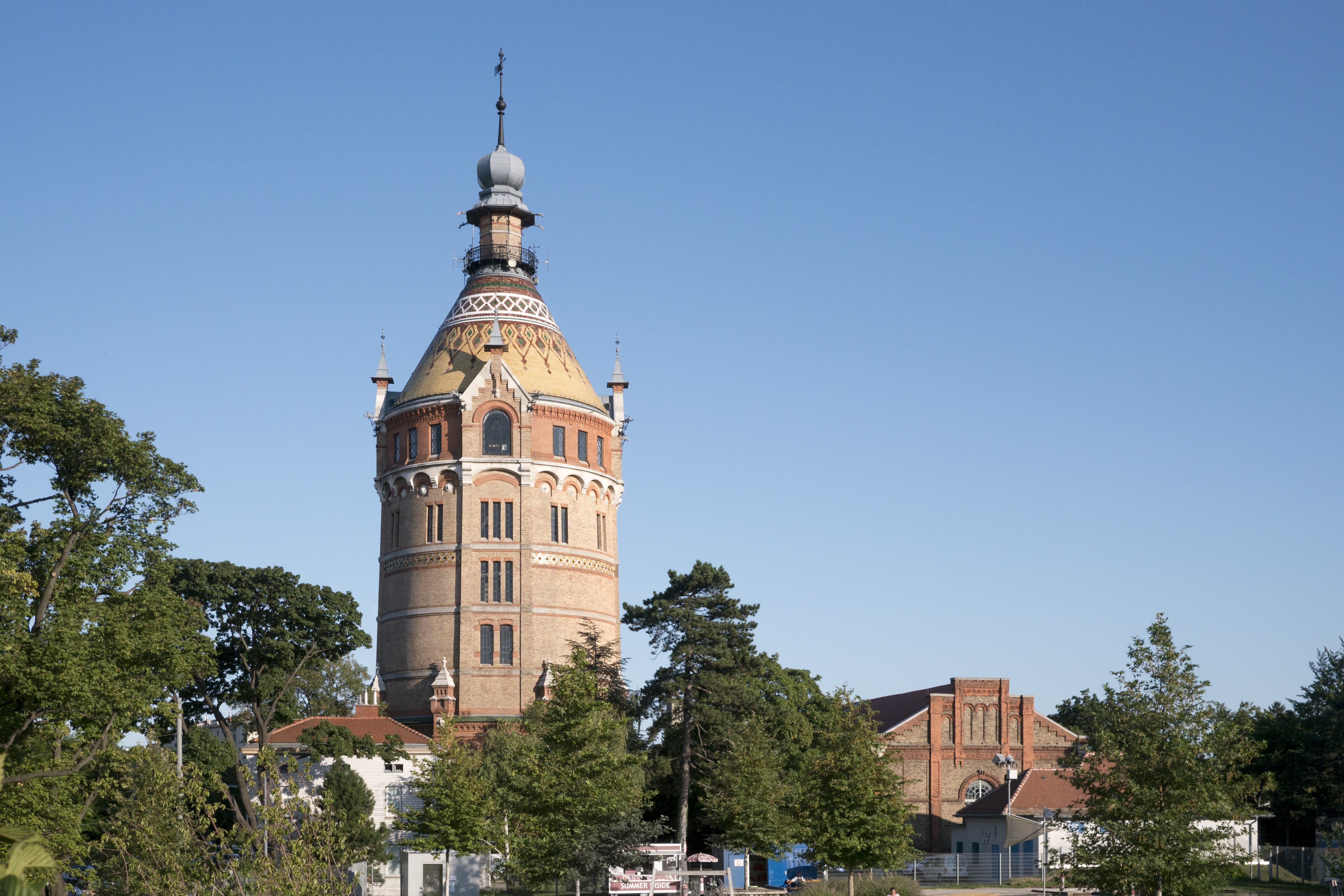
Wasserturm
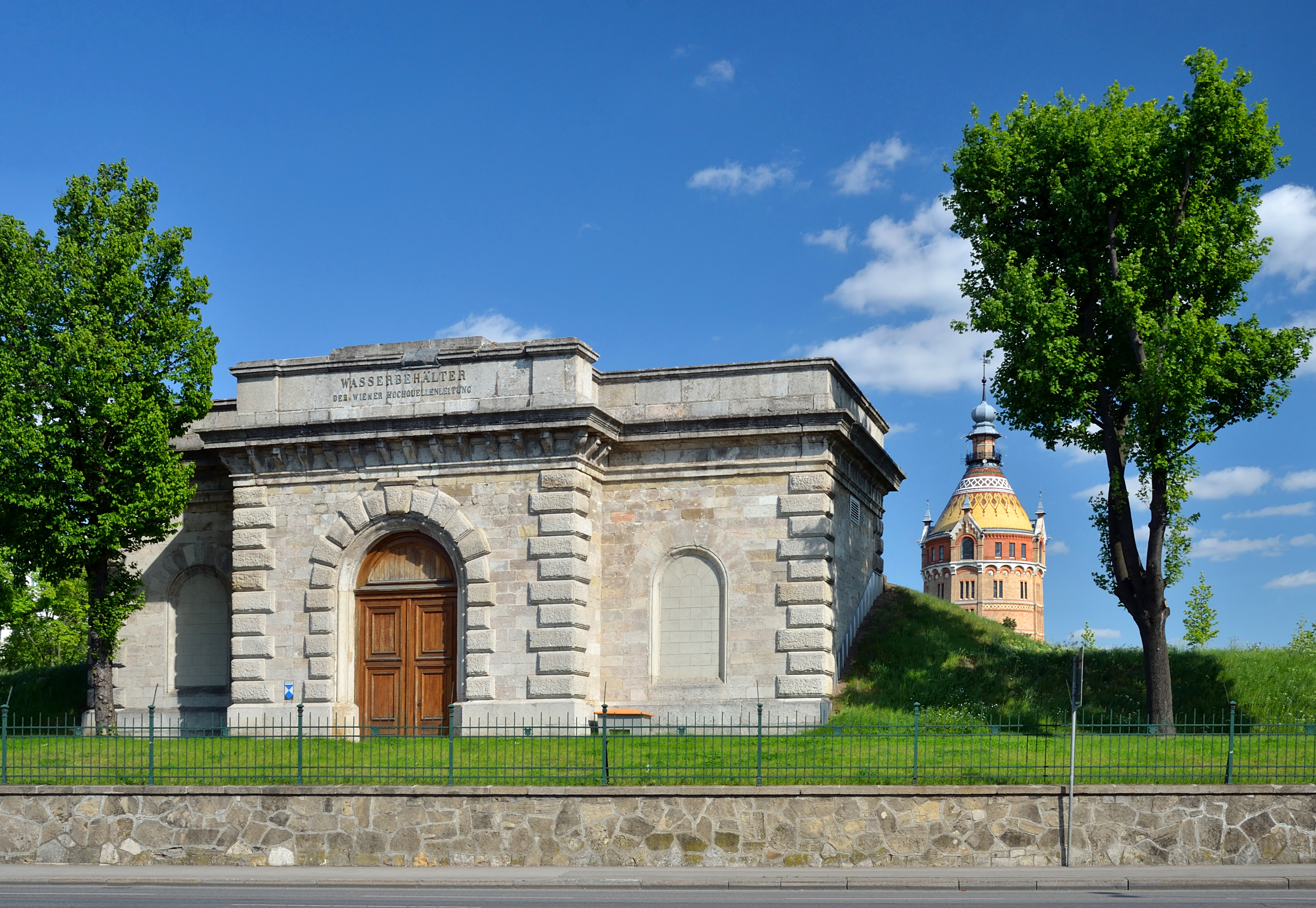
Einlaufbauwerk
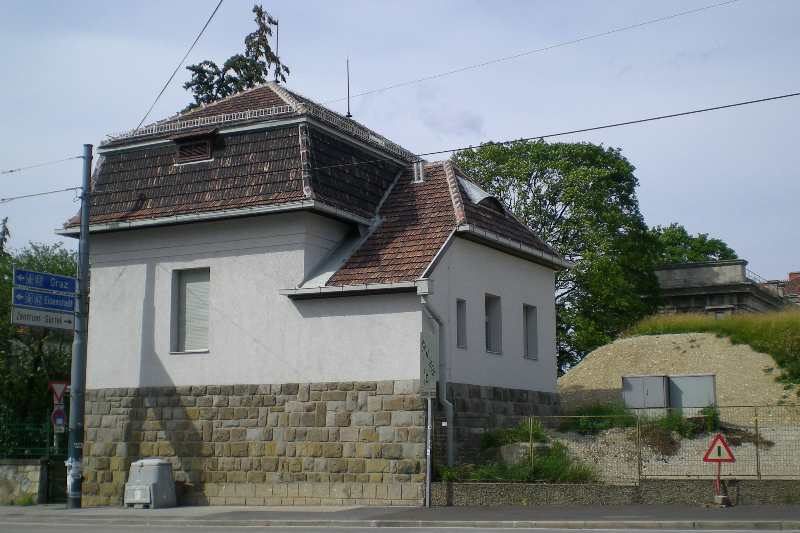
Wasserschule
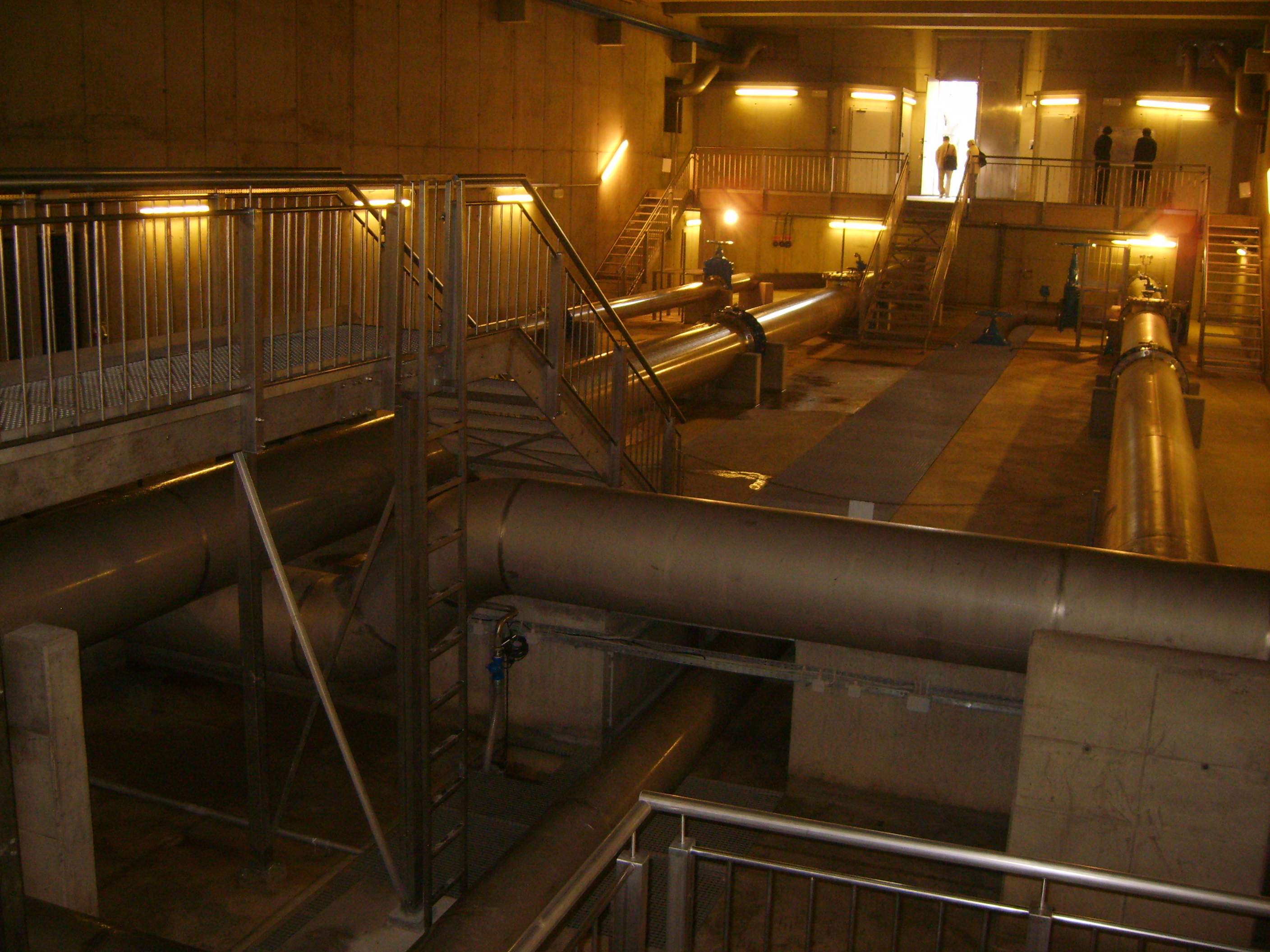
Wasserbehälter innen
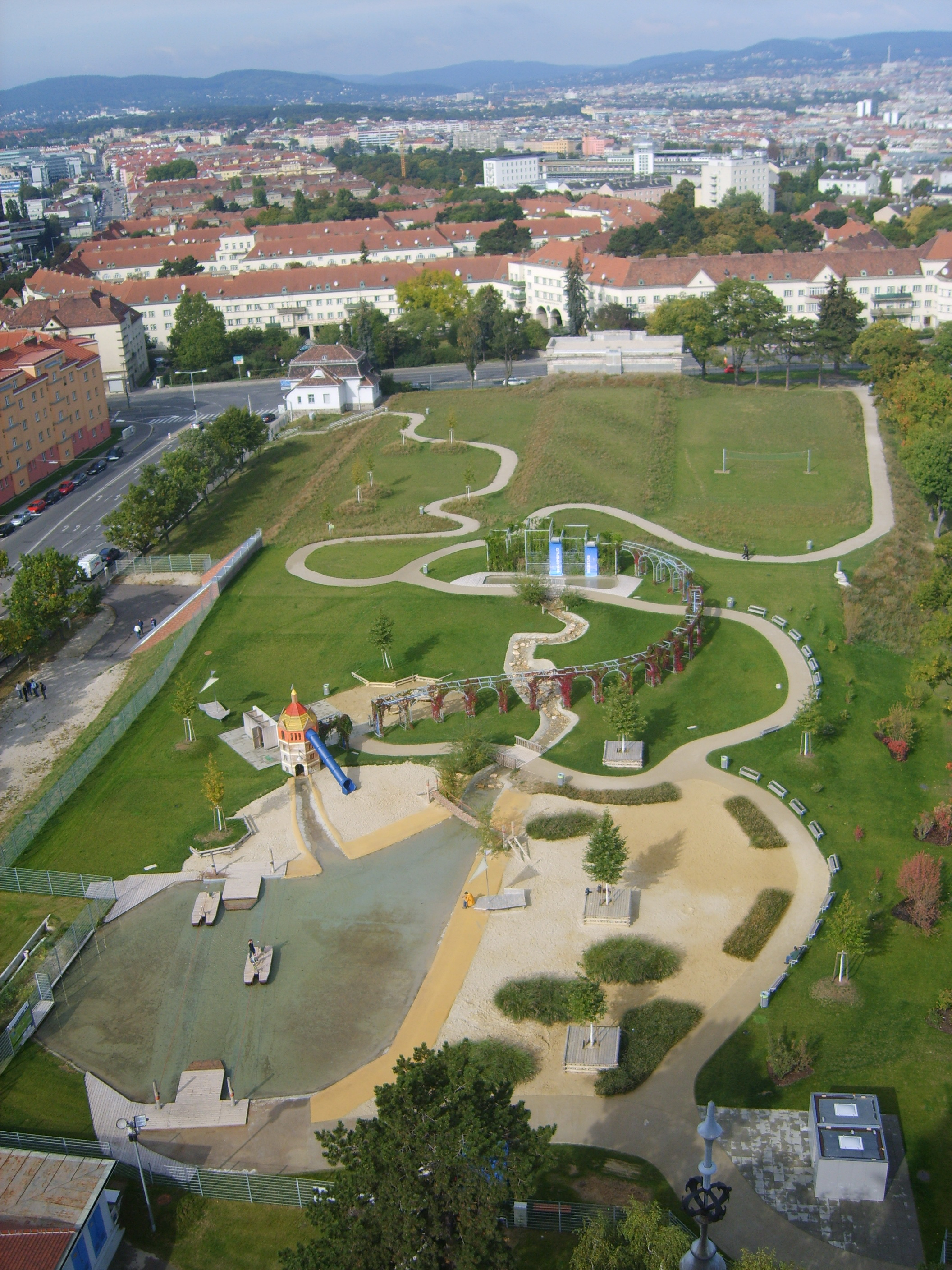
Wasserwelt
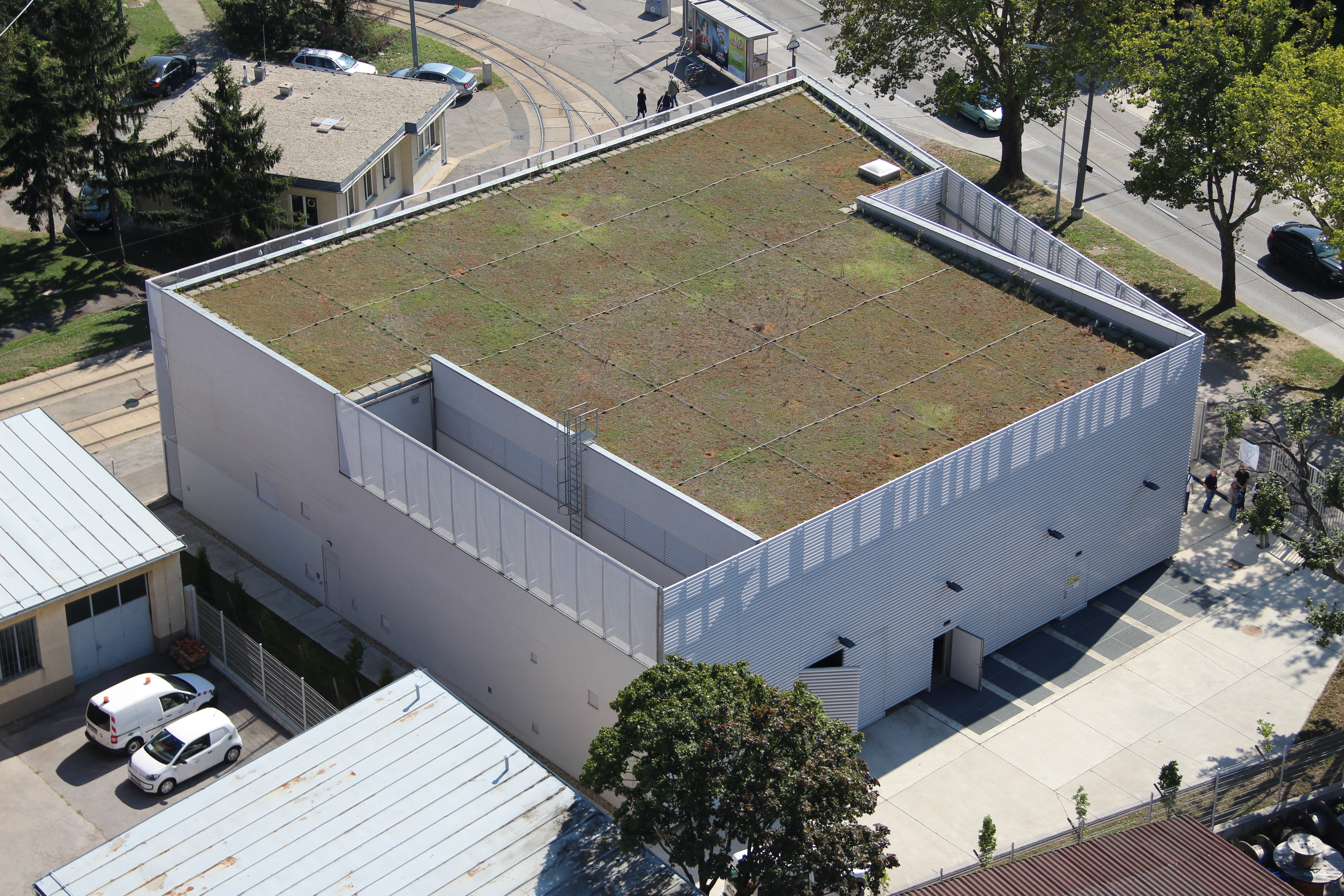
Umspannwerk Wienerberg

### Nr. 113: Städtische Wohnhausanlage
Zwischen 1929 und 1932 wurde die städtische Wohnhausanlage von Robert Hartinger und Silvio Mohr errichtet. Sie besteht aus einer Blockrandverbauung zwischen Raxstraße, Triester Straße und Altdorferstraße, die an der Seite zur Altdorferstraße geöffnet ist und Zugang zum begrünten Innenhof bietet. Dieser Zugang ist durch Loggien, Sichtziegelbrüstungen und Majolikadekor besonders hervorgehoben. Auf der Seite zur Triester Straße befindet sich ein großes farbiges Kachelbild mit der Darstellung der Sage von der Spinnerin am Kreuz aus dem Jahr 1938. Der Bauteil zur Raxstraße, der zuletzt entstand, ist sachlicher und schlichter als die anderen. Bei der Renovierung, die von 2007 bis 2009 erfolgte, wurde die Farbe der Fassade verändert.